# Česká hokejová extraliga 2023/2024
Česká hokejová extraliga 2023/2024 byla 31. ročníkem nejvyšší hokejové soutěže v České republice. 

## Základní údaje na začátku sezony
Zúčastnilo se stejných 14 účastníků jako v sezoně 2022/23, protože Rytíři Kladno uhájili ligovou příslušnost v baráži.
| Klub                         | Hlavní trenér   | Kapitán         | Předchozí sezona | Soupiska |
| ---------------------------- | --------------- | --------------- | ---------------- | -------- |
| HC Oceláři Třinec            | Zdeněk Moták    | Petr Vrána      | Zlatá medaile    | zde      |
| Mountfield HK                | Tomáš Martinec  | Jan Eberle      | Stříbrná medaile | zde      |
| HC Dynamo Pardubice          | Václav Varaďa   | Lukáš Sedlák    | Bronzová medaile | zde      |
| HC VÍTKOVICE RIDERA          | Miloš Holaň     | Dominik Lakatoš | 4. místo         | zde      |
| HC Sparta Praha              | Pavel Gross     | Michal Řepík    | 5. místo         | zde      |
| Bílí Tygři Liberec           | Filip Pešán     | Michal Birner   | 6. místo         | zde      |
| HC Kometa Brno               | Patrik Martinec | Martin Zaťovič  | 7. místo         | zde      |
| HC Olomouc                   | Jan Tomajko     | Jiří Ondrušek   | 8. místo         | zde      |
| HC Energie Karlovy Vary      | David Bruk      | Jiří Černoch    | 9. místo         | zde      |
| BK Mladá Boleslav            | Jiří Kalous     | Jan Stránský    | 10. místo        | zde      |
| HC VERVA Litvínov            | Karel Mlejnek   | Matúš Sukeľ     | 11. místo        | zde      |
| HC Škoda Plzeň               | Petr Kořínek    | Jan Schleiss    | 12. místo        | zde      |
| Banes Motor České Budějovice | Ladislav Čihák  | Milan Gulaš     | 13. místo        | zde      |
| Rytíři Kladno                | Otakar Vejvoda  | Tomáš Plekanec  | 14. místo        | zde      |

### Kluby podle krajů
Extraliga měla své kluby ve všech krajích s výjimkou Vysočiny a Zlínského kraje.
- Praha: HC Sparta Praha
- Středočeský kraj: BK Mladá Boleslav, Rytíři Kladno
- Jihočeský kraj: Banes Motor České Budějovice
- Plzeňský kraj: HC Škoda Plzeň
- Karlovarský kraj HC Energie Karlovy Vary
- Ústecký kraj: HC Verva Litvínov
- Liberecký kraj: Bílí Tygři Liberec
- Královéhradecký kraj: Mountfield HK
- Pardubický kraj: HC Dynamo Pardubice
- Jihomoravský kraj: HC Kometa Brno
- Olomoucký kraj: HC Olomouc
- Moravskoslezský kraj: HC Oceláři Třinec, HC Vítkovice Ridera

## Odložené zápasy
21. prosince 2023 bylo rozhodnuto, že všechny zápasy naplánované na 22. prosince budou odloženy z důvodu tragické události na půdě Filozofické fakultě Univerzity Karlovy. 22. prosince bylo oznámeno, že se odložené duely odehrají ve středu 17. ledna 2024.

## Výměny trenérů
V průběhu sezóny došlo ke změnám trenérů. Jejich přehled je uveden v tabulce:
| Tým                 | Datum změny       | Kolo | Pozice v tabulce | Odvolaný trenér | Nově nastoupivší trenér |
| ------------------- | ----------------- | ---- | ---------------- | --------------- | ----------------------- |
| HC Kometa Brno      | 23. září 2023     | 3.   | 14.              | Patrik Martinec | Jaroslav Modrý          |
| HC VÍTKOVICE RIDERA | 23. října 2023    | 13.  | 13.              | Miloš Holaň     | Pavel Trnka             |
| BK Mladá Boleslav   | 2. listopadu 2023 | 15.  | 14.              | Jiří Kalous     | Richard Král            |
| HC Dynamo Pardubice | 18. ledna 2024    | 35.  | 2.               | Václav Varaďa   | Marek Zadina            |

## Konečná tabulka základní části
| Poř. | Tým                          | Z  | V  | VP | PP | P  | VG  | OG  | B   |
| ---- | ---------------------------- | -- | -- | -- | -- | -- | --- | --- | --- |
| 1.   | HC Dynamo Pardubice          | 52 | 33 | 8  | 6  | 5  | 203 | 115 | 121 |
| 2.   | HC Sparta Praha              | 52 | 32 | 6  | 3  | 11 | 172 | 119 | 111 |
| 3.   | HC Oceláři Třinec            | 52 | 25 | 9  | 6  | 12 | 172 | 132 | 99  |
| 4.   | HC Kometa Brno               | 52 | 21 | 9  | 5  | 17 | 160 | 139 | 86  |
| 5.   | HC VERVA Litvínov            | 52 | 23 | 5  | 4  | 20 | 163 | 165 | 83  |
| 6.   | Banes Motor České Budějovice | 52 | 23 | 2  | 10 | 17 | 147 | 149 | 83  |
| 7.   | Bílí Tygři Liberec           | 52 | 24 | 3  | 4  | 21 | 174 | 165 | 82  |
| 8.   | Mountfield HK                | 52 | 16 | 8  | 11 | 17 | 135 | 137 | 75  |
| 9.   | HC VÍTKOVICE RIDERA          | 52 | 18 | 5  | 8  | 21 | 132 | 138 | 72  |
| 10.  | HC Olomouc                   | 52 | 16 | 7  | 6  | 23 | 123 | 155 | 68  |
| 11.  | HC Energie Karlovy Vary      | 52 | 14 | 8  | 3  | 27 | 128 | 146 | 61  |
| 12.  | HC Škoda Plzeň               | 52 | 14 | 6  | 4  | 28 | 130 | 155 | 58  |
| 13.  | BK Mladá Boleslav            | 52 | 12 | 6  | 6  | 28 | 106 | 154 | 54  |
| 14.  | Rytíři Kladno                | 52 | 7  | 4  | 10 | 31 | 120 | 196 | 39  |

| Vysvětlivka                                |
| ------------------------------------------ |
| Postup do play-off                         |
| Postup do předkola play-off                |
| Konec sezóny pro daný tým                  |
| Baráž proti vítězi finále play off 1. ligy |

## Hráčské statistiky základní části

### Kanadské bodování
Toto je konečné pořadí hráčů podle dosažených bodů. Za jeden vstřelený gól nebo přihrávku na gól hráč získal jeden bod.
| Poř. | Hráč             | Tým                 | Z  | G  | A  | B  | TM | +/- |
| ---- | ---------------- | ------------------- | -- | -- | -- | -- | -- | --- |
| 1.   | Tomáš Filippi    | Bílí Tygři Liberec  | 52 | 25 | 37 | 62 | 62 | +4  |
| 2.   | Martin Růžička   | HC Oceláři Třinec   | 50 | 23 | 39 | 62 | 18 | +15 |
| 3.   | Ondřej Kaše      | HC VERVA Litvínov   | 48 | 23 | 31 | 54 | 25 | +7  |
| 4.   | Daniel Voženílek | HC Oceláři Třinec   | 51 | 21 | 28 | 49 | 65 | +21 |
| 5.   | Andrej Nestrašil | HC Oceláři Třinec   | 51 | 17 | 32 | 49 | 46 | +12 |
| 6.   | Filip Chlapík    | HC Sparta Praha     | 47 | 22 | 26 | 48 | 32 | +29 |
| 7.   | Lukáš Sedlák     | HC Dynamo Pardubice | 44 | 25 | 22 | 47 | 32 | +32 |
| 8.   | Róbert Lantoši   | BK Mladá Boleslav   | 50 | 20 | 27 | 47 | 28 | -6  |
| 9.   | Jakub Rychlovský | Bílí Tygři Liberec  | 51 | 26 | 20 | 46 | 24 | +8  |
| 10.  | Oliver Okuliar   | Mountfield HK       | 52 | 24 | 21 | 45 | 53 | +2  |

### Hodnocení brankářů
Toto je konečné pořadí nejlepších deseti brankářů.
| Poř. | Hráč             | Tým                     | Z. | MIN  | OG  | PZ   | PS   | POG  | Úsp%  |
| ---- | ---------------- | ----------------------- | -- | ---- | --- | ---- | ---- | ---- | ----- |
| 1.   | Lukáš Klimeš     | HC VÍTKOVICE RIDERA     | 40 | 2137 | 77  | 1022 | 1099 | 2.16 | 92.99 |
| 2.   | Dominik Pavlát   | HC Dynamo Pardubice     | 28 | 1612 | 58  | 760  | 818  | 2.16 | 92.91 |
| 3.   | Josef Kořenář    | HC Sparta Praha         | 25 | 1434 | 50  | 600  | 650  | 2.09 | 92.31 |
| 4.   | Marek Mazanec    | HC Oceláři Třinec       | 33 | 1923 | 72  | 845  | 917  | 2.25 | 92.15 |
| 5.   | Dominik Frodl    | HC Energie Karlovy Vary | 43 | 2524 | 107 | 1242 | 1349 | 2.54 | 92.07 |
| 6.   | Dominik Furch    | HC Kometa Brno          | 31 | 1884 | 69  | 783  | 852  | 2.20 | 91.90 |
| 7.   | Jan Růžička      | BK Mladá Boleslav       | 32 | 1766 | 72  | 804  | 876  | 2.45 | 91.78 |
| 8.   | Roman Will       | HC Dynamo Pardubice     | 39 | 2354 | 80  | 892  | 972  | 2.04 | 91.77 |
| 9.   | Branislav Konrád | HC Olomouc              | 35 | 2015 | 79  | 863  | 942  | 2.35 | 91.61 |
| 10.  | Daniel Král      | Bílí Tygři Liberec      | 34 | 1834 | 85  | 891  | 976  | 2.78 | 91.29 |

## Hockey Outdoor Triple
17. února 2024 se uskutečnil zápas po širým nebem v rámci Hockey Outdoor Triple. Zápase se odehrál pod skokanským můstkem, v Klingenthalu mezi týmy HC Energie Karlovy Vary a HC Škoda Plzeň. Před návštěvou 13 000 diváků zvítězila Plzeň 5:2.
| 17. února 2024 17:00 | HC Energie Karlovy Vary | 2 : 5 (1:1, 0:2, 1:2) | HC Škoda Plzeň | Vogtlandarena, Klingenthal Návštěvnost: 13 000 |  |

| Zpráva                                        |                                               |                             | |                                                                     |
| Dominik Frodl (od 46. minuty Vladislav Habal) | Dominik Frodl (od 46. minuty Vladislav Habal) | Brankáři                    | Samuel Hlavaj | Rozhodčí: René Hradil Jakub Šindel Čároví: Tomáš Gerát Daniel Hynek |
| Kružík (Dlapa) 02:34' Bartejs (Jiskra) 50:59' | Kružík (Dlapa) 02:34' Bartejs (Jiskra) 50:59' | 0:1 1:1 1:2 1:3 1:4 1:5 2:5 | 00:30' Indrák (Holešinský) 27:04' Holešinský (Schleiss) 32:17' Schleiss 42:43' Lev (Holešinský, Schleiss) 45:55' Laakso | Rozhodčí: René Hradil Jakub Šindel Čároví: Tomáš Gerát Daniel Hynek |
| 8 min                                         | 8 min                                         | Tresty                      | 8 min | Rozhodčí: René Hradil Jakub Šindel Čároví: Tomáš Gerát Daniel Hynek |
| 32                                            | 32                                            | Střely                      | 39 | Rozhodčí: René Hradil Jakub Šindel Čároví: Tomáš Gerát Daniel Hynek |

## Pavouk play off
|  | Předkolo | Předkolo         | Předkolo  |                  |   | Čtvrtfinále | Čtvrtfinále | Čtvrtfinále |  |   | Semifinále | Semifinále | Semifinále |  |   | Finále    | Finále | Finále |
|  |          |                  |           |                  |   |             |             |             |  |   |            |            |            |  |   |           |        |        |
|  |          |                  |           |                  |   |             |             |             |  |   |            |            |            |  |   |           |        |        |
|  |          | 1                | Pardubice | 4                |   |             |             |             |  |   |            |            |            |  |   |           |        |        |
|  |          |                  |           | 4                |   |             |             |             |  |   |            |            |            |  |   |           |        |        |
|  |          |                  | 8         | Hradec Králové   | 1 |             |             |             |  |   |            |            |            |  |   |           |        |        |
|  | 8        | Hradec Králové   | 8         | Hradec Králové   | 1 | 3           |             |             |  |   |            |            |            |  |   |           |        |        |
|  | 8        | Hradec Králové   |           |                  |   | 3           |             |             |  |   |            |            |            |  |   |           |        |        |
|  | 9        | Vítkovice        | 0         |                  |   |             |             |             |  |   |            |            |            |  |   |           |        |        |
|  | 9        | Vítkovice        | 0         |                  |   |             |             |             |  | 1 | Pardubice  | 4          |            |  |   |           |        |        |
|  |          |                  |           |                  |   |             |             |             |  | 1 | Pardubice  | 4          |            |  |   |           |        |        |
|  |          | 5                | Litvínov  | 0                |   |             |             |             |  |   |            |            |            |  |   |           |        |        |
|  |          | 5                | Litvínov  | 0                |   |             |             |             |  |   |            |            |            |  |   |           |        |        |
|  |          |                  |           |                  |   |             |             |             |  |   |            |            |            |  |   |           |        |        |
|  |          |                  |           |                  |   |             |             |             |  |   |            |            |            |  |   |           |        |        |
|  |          | 4                | Brno      | 2                |   |             |             |             |  |   |            |            |            |  |   |           |        |        |
|  |          |                  |           | 2                |   |             |             |             |  |   |            |            |            |  |   |           |        |        |
|  |          |                  | 5         | Litvínov         | 4 |             |             |             |  |   |            |            |            |  |   |           |        |        |
|  | 5        | Litvínov         | 5         | Litvínov         | 4 | 3           |             |             |  |   |            |            |            |  |   |           |        |        |
|  | 5        | Litvínov         |           |                  |   | 3           |             |             |  |   |            |            |            |  |   |           |        |        |
|  | 12       | Plzeň            | 0         |                  |   |             |             |             |  |   |            |            |            |  |   |           |        |        |
|  | 12       | Plzeň            | 0         |                  |   |             |             |             |  |   |            |            |            |  | 1 | Pardubice | 3      |        |
|  |          |                  |           |                  |   |             |             |             |  |   |            |            |            |  | 1 | Pardubice | 3      |        |
|  |          | 2                | Třinec    | 4                |   |             |             |             |  |   |            |            |            |  |   |           |        |        |
|  |          | 2                | Třinec    | 4                |   |             |             |             |  |   |            |            |            |  |   |           |        |        |
|  |          |                  |           |                  |   |             |             |             |  |   |            |            |            |  |   |           |        |        |
|  |          |                  |           |                  |   |             |             |             |  |   |            |            |            |  |   |           |        |        |
|  |          | 2                | Sparta    | 4                |   |             |             |             |  |   |            |            |            |  |   |           |        |        |
|  |          |                  |           | 4                |   |             |             |             |  |   |            |            |            |  |   |           |        |        |
|  |          |                  | 7         | Liberec          | 0 |             |             |             |  |   |            |            |            |  |   |           |        |        |
|  | 7        | Liberec          | 7         | Liberec          | 0 | 3           |             |             |  |   |            |            |            |  |   |           |        |        |
|  | 7        | Liberec          |           |                  |   | 3           |             |             |  |   |            |            |            |  |   |           |        |        |
|  | 10       | Olomouc          | 2         |                  |   |             |             |             |  |   |            |            |            |  |   |           |        |        |
|  | 10       | Olomouc          | 2         |                  |   |             |             |             |  | 2 | Sparta     | 3          |            |  |   |           |        |        |
|  |          |                  |           |                  |   |             |             |             |  | 2 | Sparta     | 3          |            |  |   |           |        |        |
|  |          | 3                | Třinec    | 4                |   |             |             |             |  |   |            |            |            |  |   |           |        |        |
|  |          | 3                | Třinec    | 4                |   |             |             |             |  |   |            |            |            |  |   |           |        |        |
|  |          |                  |           |                  |   |             |             |             |  |   |            |            |            |  |   |           |        |        |
|  |          |                  |           |                  |   |             |             |             |  |   |            |            |            |  |   |           |        |        |
|  |          | 3                | Třinec    | 4                |   |             |             |             |  |   |            |            |            |  |   |           |        |        |
|  |          |                  |           | 4                |   |             |             |             |  |   |            |            |            |  |   |           |        |        |
|  |          |                  | 6         | České Budějovice | 3 |             |             |             |  |   |            |            |            |  |   |           |        |        |
|  | 6        | České Budějovice | 6         | České Budějovice | 3 | 3           |             |             |  |   |            |            |            |  |   |           |        |        |
|  | 6        | České Budějovice |           |                  |   | 3           |             |             |  |   |            |            |            |  |   |           |        |        |
|  | 11       | Karlovy Vary     | 0         |                  |   |             |             |             |  |   |            |            |            |  |   |           |        |        |

### Předkolo

#### HC VERVA Litvínov (5.) – HC Škoda Plzeň (12.)
| 6. března 2024 17:30 | HC VERVA Litvínov | 4 : 2 (0:1, 1:1, 3:0) | HC Škoda Plzeň | Zimní stadion Ivana Hlinky, Litvínov Návštěvnost: 4 522 |  |

| Report | |                         |                                                 |                                                                |
| Matej Tomek | Matej Tomek | Brankáři                | Samuel Hlavaj                                   | Rozhodčí: Adam Kika Tomáš Cabák Čároví: Tomáš Gerát Josef Špůr |
| Zygmunt (Havelka, Gut) 25:59' Koblasa (Sukeľ) 46:00' Kirk (Koblasa, Baránek) 47:08' Baránek (Hlava, D. Kaše) 49:03' | Zygmunt (Havelka, Gut) 25:59' Koblasa (Sukeľ) 46:00' Kirk (Koblasa, Baránek) 47:08' Baránek (Hlava, D. Kaše) 49:03' | 0:1 1:1 1:2 2:2 3:2 4:2 | 12:44' Söderlund (Indrák) 29:36' Laakso (Matýs) | Rozhodčí: Adam Kika Tomáš Cabák Čároví: Tomáš Gerát Josef Špůr |
| 20 min | 20 min | Tresty                  | 22 min                                          | Rozhodčí: Adam Kika Tomáš Cabák Čároví: Tomáš Gerát Josef Špůr |
| 31 | 31 | Střely                  | 37                                              | Rozhodčí: Adam Kika Tomáš Cabák Čároví: Tomáš Gerát Josef Špůr |

| 7. března 2024 17:30 | HC VERVA Litvínov | 4 : 1 (1:0, 2:1, 1:0) | HC Škoda Plzeň | Zimní stadion Ivana Hlinky, Litvínov Návštěvnost: 4 717 |  |

| Report                                                                                              | |                     |                               |                                                                           |
| Matej Tomek                                                                                         | Matej Tomek                                                                                         | Brankáři            | Samuel Hlavaj                 | Rozhodčí: Petr Úlehla Jakub Šindel Čároví: Miroslav Lhotský David Klouček |
| D. Kaše (Hlava, Šalda) 12:20' Kirk (Baránek, Sukeľ) 23:49' Hlava (D. Kaše, Jaks) 29:12' Kirk 52:00' | D. Kaše (Hlava, Šalda) 12:20' Kirk (Baránek, Sukeľ) 23:49' Hlava (D. Kaše, Jaks) 29:12' Kirk 52:00' | 1:0 2:0 3:0 3:1 4:1 | 37:24' Soukup (Jansa, Straka) | Rozhodčí: Petr Úlehla Jakub Šindel Čároví: Miroslav Lhotský David Klouček |
| 12 min                                                                                              | 12 min                                                                                              | Tresty              | 39 min                        | Rozhodčí: Petr Úlehla Jakub Šindel Čároví: Miroslav Lhotský David Klouček |
| 34                                                                                                  | 34                                                                                                  | Střely              | 32                            | Rozhodčí: Petr Úlehla Jakub Šindel Čároví: Miroslav Lhotský David Klouček |

| 9. března 2024 16:30 | HC Škoda Plzeň | 1 : 2 PP (1:1, 0:0, 0:0 - 0:1) | HC VERVA Litvínov | LOGSPEED CZ Aréna, Plzeň Návštěvnost: 6 531 |  |

| Report               |                      |             |                                                |                                                                        |
| Milan Klouček        | Milan Klouček        | Brankáři    | Matej Tomek                                    | Rozhodčí: Jiří Ondráček Lukáš Květoň Čároví: Tomáš Brejcha Michal Zíka |
| Bučko (Mertl) 01:16' | Bučko (Mertl) 01:16' | 1:0 1:1 1:2 | 01:46' Kudrna (Jurčík) 75:04' Jurčík (Baránek) | Rozhodčí: Jiří Ondráček Lukáš Květoň Čároví: Tomáš Brejcha Michal Zíka |
| 18 min               | 18 min               | Tresty      | 37 min                                         | Rozhodčí: Jiří Ondráček Lukáš Květoň Čároví: Tomáš Brejcha Michal Zíka |
| 32                   | 32                   | Střely      | 34                                             | Rozhodčí: Jiří Ondráček Lukáš Květoň Čároví: Tomáš Brejcha Michal Zíka |

Konečný stav série 3:0 na zápasy pro HC VERVA Litvínov.

#### Banes Motor České Budějovice (6.) – HC Energie Karlovy Vary (11.)
| 6. března 2024 17:30 | Banes Motor České Budějovice | 4 : 2 (0:0, 1:2, 3:0) | HC Energie Karlovy Vary | Budvar aréna, České Budějovice Návštěvnost: 5 702 |  |

| Report | |                         |                                                                         |                                                                      |
| Dominik Hrachovina | Dominik Hrachovina | Brankáři                | Dominik Frodl                                                           | Rozhodčí: Jan Hribik Tomáš Mejzlík Čároví: Lukáš Rampír Pavel Blažek |
| Valský (Pech, Toman) 21:14' Gulaš (Štencel, Hovorka) 51:09' Harris (Kondelík, Pýcha) 55:47' Harris (Gulaš, Kondelík) 57:52' | Valský (Pech, Toman) 21:14' Gulaš (Štencel, Hovorka) 51:09' Harris (Kondelík, Pýcha) 55:47' Harris (Gulaš, Kondelík) 57:52' | 1:0 1:1 1:2 2:2 3:2 4:2 | 27:47' Gríger (Procházka, Rachůnek) 34:13' Procházka (Gríger, Rachůnek) | Rozhodčí: Jan Hribik Tomáš Mejzlík Čároví: Lukáš Rampír Pavel Blažek |
| 29 min | 29 min | Tresty                  | 35 min                                                                  | Rozhodčí: Jan Hribik Tomáš Mejzlík Čároví: Lukáš Rampír Pavel Blažek |
| 34 | 34 | Střely                  | 15                                                                      | Rozhodčí: Jan Hribik Tomáš Mejzlík Čároví: Lukáš Rampír Pavel Blažek |

| 7. března 2024 17:00 | Banes Motor České Budějovice | 5 : 4 PP (1:0, 3:0, 0:4 - 1:0) | HC Energie Karlovy Vary | Budvar aréna, České Budějovice Návštěvnost: 5 803 |  |

| Report | |                                     | |                                                                      |
| Dominik Hrachovina | Dominik Hrachovina | Brankáři                            | Dominik Frodl | Rozhodčí: Roman Mrkva Pavel Obadal Čároví: Jiří Ondráček Michal Zíka |
| Harris (Doudera, Gulaš) 17:03' Pech (Harris, Štencel) 22:02' Gulaš (Pech, Štencel) 27:33' Kubík (Hovorka, Pýcha) 30:24' Gulaš (Kondelík) 61:40' | Harris (Doudera, Gulaš) 17:03' Pech (Harris, Štencel) 22:02' Gulaš (Pech, Štencel) 27:33' Kubík (Hovorka, Pýcha) 30:24' Gulaš (Kondelík) 61:40' | 1:0 2:0 3:0 4:0 4:1 4:2 4:3 4:4 5:4 | 46:41' Koffer (Redlich) 49:43' Kangasniemi (Procházka, Rachůnek) 50:43' Hladonik (Plutnar) 57:20' Rachůnek (Huttula) | Rozhodčí: Roman Mrkva Pavel Obadal Čároví: Jiří Ondráček Michal Zíka |
| 14 min | 14 min | Tresty                              | 14 min | Rozhodčí: Roman Mrkva Pavel Obadal Čároví: Jiří Ondráček Michal Zíka |
| 36 | 36 | Střely                              | 28 | Rozhodčí: Roman Mrkva Pavel Obadal Čároví: Jiří Ondráček Michal Zíka |

| 9. března 2024 16:30 | HC Energie Karlovy Vary | 1 : 3 (0:1, 0:1, 1:1) | Banes Motor České Budějovice | KV Arena, Karlovy Vary Návštěvnost: 4 746 |  |

| Report                                   |                                          |                 |                                                                                             |                                                                      |
| Dominik Frodl                            | Dominik Frodl                            | Brankáři        | Dominik Hrachovina                                                                          | Rozhodčí: René Hradil Tomáš Veselý Čároví: Lukáš Kajínek Tomáš Gerát |
| Procházka (Kangasniemi, Rachůnek) 48:51' | Procházka (Kangasniemi, Rachůnek) 48:51' | 0:1 0:2 1:2 1:3 | 02:55' Gulaš (Pech, Štencel) 36:43' Kondelík (Pech, Štencel) 49:28' Harris (Beránek, Pýcha) | Rozhodčí: René Hradil Tomáš Veselý Čároví: Lukáš Kajínek Tomáš Gerát |
| 12 min                                   | 12 min                                   | Tresty          | 33 min                                                                                      | Rozhodčí: René Hradil Tomáš Veselý Čároví: Lukáš Kajínek Tomáš Gerát |
| 30                                       | 30                                       | Střely          | 30                                                                                          | Rozhodčí: René Hradil Tomáš Veselý Čároví: Lukáš Kajínek Tomáš Gerát |

Konečný stav série 3:0 na zápasy pro Banes Motor České Budějovice.

#### Bílí Tygři Liberec (7.) – HC Olomouc (10.)
| 6. března 2024 19:00 | Bílí Tygři Liberec | 0 : 1 PP (0:0, 0:0, 0:0 – 0:1) | HC Olomouc | Home Credit Arena, Liberec Návštěvnost: 4 076 |  |

| Report      |             |          |                  |                                                                      |
| Daniel Král | Daniel Král | Brankáři | Branislav Konrád | Rozhodčí: Matěj Sýkora Jakub Šindel Čároví: Daniel Hynek David Thuma |
|             |             | 0:1      | 62:23' Orsava    | Rozhodčí: Matěj Sýkora Jakub Šindel Čároví: Daniel Hynek David Thuma |
| 4 min       | 4 min       | Tresty   | 4 min            | Rozhodčí: Matěj Sýkora Jakub Šindel Čároví: Daniel Hynek David Thuma |
| 34          | 34          | Střely   | 43               | Rozhodčí: Matěj Sýkora Jakub Šindel Čároví: Daniel Hynek David Thuma |

| 7. března 2024 18:00 | Bílí Tygři Liberec | 2 : 3 PP (1:0, 1:1, 0:1 - 0:1) | HC Olomouc | Home Credit Arena, Liberec Návštěvnost: 4 686 |  |

| Report                                                                        |                                                                               |                     |                                                                                       |                                                                 |
| Daniel Král                                                                   | Daniel Král                                                                   | Brankáři            | Branislav Konrád (od 41. minuty Jakub Sedláček)                                       | Rozhodčí: Jan Hribik Luděk Pilný Čároví: Jakub Frodl Josef Špůr |
| Rychlovský (Filippi, Faško-Rudáš) 08:06' Faško-Rudáš (Filippi, Najman) 31:47' | Rychlovský (Filippi, Faško-Rudáš) 08:06' Faško-Rudáš (Filippi, Najman) 31:47' | 1:0 2:0 2:1 2:2 2:3 | 36:29' Navrátil (Macuh, Káňa) 59:01' Bambula (Navrátil) 60:49' Orsava (Musil, Sirota) | Rozhodčí: Jan Hribik Luděk Pilný Čároví: Jakub Frodl Josef Špůr |
| 12 min                                                                        | 12 min                                                                        | Tresty              | 18 min                                                                                | Rozhodčí: Jan Hribik Luděk Pilný Čároví: Jakub Frodl Josef Špůr |
| 18                                                                            | 18                                                                            | Střely              | 37                                                                                    | Rozhodčí: Jan Hribik Luděk Pilný Čároví: Jakub Frodl Josef Špůr |

| 9. března 2024 17:00 | HC Olomouc | 3 : 4 (0:1, 3:1, 0:2) | Bílí Tygři Liberec | Zimní stadion Olomouc, Olomouc Návštěvnost: 5 500 (vyprodáno) |  |

| Report                                                                              |                                                                                     |                             | |                                                                      |
| Jakub Sedláček                                                                      | Jakub Sedláček                                                                      | Brankáři                    | Dávid Hrenák                                                                                              | Rozhodčí: Robin Šír Pavel Obadal Čároví: Daniel Hynek Stanislav Hnát |
| Řezníček (Musil, Káňa) 28:19' Řezníček (Musil) 29:22' Kusko (Škůrek, Klimek) 37:55' | Řezníček (Musil, Káňa) 28:19' Řezníček (Musil) 29:22' Kusko (Škůrek, Klimek) 37:55' | 0:1 1:1 2:1 2:2 3:2 3:3 3:4 | 05:32' Vlach (Filippi, Derner) 31:58' Bulíř (Birner, Hawryluk) 49:16' Derner 52:40' Zachar (Ivan, Hrenák) | Rozhodčí: Robin Šír Pavel Obadal Čároví: Daniel Hynek Stanislav Hnát |
| 14 min                                                                              | 14 min                                                                              | Tresty                      | 14 min | Rozhodčí: Robin Šír Pavel Obadal Čároví: Daniel Hynek Stanislav Hnát |
| 22                                                                                  | 22                                                                                  | Střely                      | 33 | Rozhodčí: Robin Šír Pavel Obadal Čároví: Daniel Hynek Stanislav Hnát |

| 10. března 2024 17:00 | HC Olomouc | 3 : 5 (1:1, 1:2, 1:2) | Bílí Tygři Liberec | Zimní stadion Olomouc, Olomouc Návštěvnost: 5 362 |  |

| Report                                                                            |                                                                                   |                                 | |                                                                    |
| Jakub Sedláček                                                                    | Jakub Sedláček                                                                    | Brankáři                        | Dávid Hrenák | Rozhodčí: Tomáš Cabák Peter Stano Čároví: Vít Lederer Pavel Blažek |
| Nahodil (Kusko) 09:02' Rutar (Orsava, Káňa) 27:32' Škůrek (Rašner, Orsava) 46:34' | Nahodil (Kusko) 09:02' Rutar (Orsava, Káňa) 27:32' Škůrek (Rašner, Orsava) 46:34' | 0:1 1:1 1:2 2:2 2:3 2:4 3:4 2:5 | 01:05' Najman (Rychlovský, Melancon) 24:42' Klíma (Zachar, Ivan) 35:05' Birner (Knot, Hawryluk) 41:21' Bulíř (Birner, Melancon) 59:21' Faško-Rudáš (do prázdné branky) | Rozhodčí: Tomáš Cabák Peter Stano Čároví: Vít Lederer Pavel Blažek |
| 12 min                                                                            | 12 min                                                                            | Tresty                          | 16 min | Rozhodčí: Tomáš Cabák Peter Stano Čároví: Vít Lederer Pavel Blažek |
| 34                                                                                | 34                                                                                | Střely                          | 24 | Rozhodčí: Tomáš Cabák Peter Stano Čároví: Vít Lederer Pavel Blažek |

| 12. března 2024 18:00 | Bílí Tygři Liberec | 4 : 1 (2:1, 1:0, 1:0) | HC Olomouc | Home Credit Arena, Liberec Návštěvnost: 7 286 |  |

| Report | |                     |                         |                                                                        |
| Dávid Hrenák                                                                                                | Dávid Hrenák                                                                                                | Brankáři            | Jakub Sedláček          | Rozhodčí: Jan Hribik Antonín Jeřábek Čároví: Jiří Ondráček David Thuma |
| Rychlovský 02:48' Filippi (Melancon, Najman) 04:47' Zachar (Najman, Melancon) 35:26' Vlach (Filippi) 54:08' | Rychlovský 02:48' Filippi (Melancon, Najman) 04:47' Zachar (Najman, Melancon) 35:26' Vlach (Filippi) 54:08' | 1:0 2:0 2:1 3:1 4:1 | 19:52' Kusko (Ondrušek) | Rozhodčí: Jan Hribik Antonín Jeřábek Čároví: Jiří Ondráček David Thuma |
| 2 min | 2 min | Tresty              | 29 min                  | Rozhodčí: Jan Hribik Antonín Jeřábek Čároví: Jiří Ondráček David Thuma |
| 43 | 43 | Střely              | 27                      | Rozhodčí: Jan Hribik Antonín Jeřábek Čároví: Jiří Ondráček David Thuma |

Konečný stav série 3:2 na zápasy pro Bílí Tygři Liberec.

#### Mountfield HK (8.) – HC VÍTKOVICE RIDERA (9.)
| 6. března 2024 18:00 | Mountfield HK | 4 : 3 (1:2, 1:0, 2:1) | HC VÍTKOVICE RIDERA | ČPP aréna, Hradec Králové Návštěvnost: 4 545 |  |

| Report | |                             | |                                                                       |
| Lukáš Pařík | Lukáš Pařík | Brankáři                    | Lukáš Klimeš                                                                                              | Rozhodčí: Roman Mrkva Pavel Obadal Čároví: Jiří Ondráček Jiří Svoboda |
| Klíma (Okuliar, Jergl) 13:25' Pavelka 27:57' Perret (Klíma, McCormack) 44:51' Lalancette (Pavelka, Šťastný) 45:29' | Klíma (Okuliar, Jergl) 13:25' Pavelka 27:57' Perret (Klíma, McCormack) 44:51' Lalancette (Pavelka, Šťastný) 45:29' | 0:1 1:1 1:2 2:2 3:2 4:2 4:3 | 11:46' Auvitu (Fridrich, Barinka) 17:08' Ri. Bukarts (Auvitu, Krieger) 53:00' Percy (Ri. Bukarts, Raskob) | Rozhodčí: Roman Mrkva Pavel Obadal Čároví: Jiří Ondráček Jiří Svoboda |
| 20 min | 20 min | Tresty                      | 14 min | Rozhodčí: Roman Mrkva Pavel Obadal Čároví: Jiří Ondráček Jiří Svoboda |
| 33 | 33 | Střely                      | 20 | Rozhodčí: Roman Mrkva Pavel Obadal Čároví: Jiří Ondráček Jiří Svoboda |

| 7. března 2024 18:00 | Mountfield HK | 1 : 0 (1:0, 0:0, 0:0) | HC VÍTKOVICE RIDERA | ČPP aréna, Hradec Králové Návštěvnost: 4 577 |  |

| Report                      |                             |          |              |                                                                      |
| Lukáš Pařík                 | Lukáš Pařík                 | Brankáři | Lukáš Klimeš | Rozhodčí: Antonín Jeřábek Adam Kika Čároví: Daniel Hynek David Thuma |
| Klíma (Blain, Jergl) 15:24' | Klíma (Blain, Jergl) 15:24' | 1:0      |              | Rozhodčí: Antonín Jeřábek Adam Kika Čároví: Daniel Hynek David Thuma |
| 2 min                       | 2 min                       | Tresty   | 2 min        | Rozhodčí: Antonín Jeřábek Adam Kika Čároví: Daniel Hynek David Thuma |
| 38                          | 38                          | Střely   | 25           | Rozhodčí: Antonín Jeřábek Adam Kika Čároví: Daniel Hynek David Thuma |

| 9. března 2024 15:00 | HC VÍTKOVICE RIDERA | 1 : 3 (0:1, 0:1, 1:1) | Mountfield HK | Ostravar Aréna, Ostrava Návštěvnost: 6 209 |  |

| Report                               |                                      |                 | |                                                                      |
| Lukáš Klimeš                         | Lukáš Klimeš                         | Brankáři        | Lukáš Pařík                                                                                          | Rozhodčí: Peter Stano Petr Úlehla Čároví: Jiří Ondráček Jiří Svoboda |
| Fridrich (Zdráhal, Claireaux) 57:47' | Fridrich (Zdráhal, Claireaux) 57:47' | 0:1 0:2 0:3 1:3 | 03:01' Freibergs (Miškář, Lalancette) 38:54' Blain (Šťastný, Okuliar) 52:39' Jergl (Perret, Šťastný) | Rozhodčí: Peter Stano Petr Úlehla Čároví: Jiří Ondráček Jiří Svoboda |
| 35 min                               | 35 min                               | Tresty          | 6 min                                                                                                | Rozhodčí: Peter Stano Petr Úlehla Čároví: Jiří Ondráček Jiří Svoboda |
| 19                                   | 19                                   | Střely          | 32                                                                                                   | Rozhodčí: Peter Stano Petr Úlehla Čároví: Jiří Ondráček Jiří Svoboda |

Konečný stav série 3:0 na zápasy pro Mountfield HK.

### Čtvrtfinále

#### HC Dynamo Pardubice (1.) – Mountfield HK (8.)
| 15. března 2024 18:00 | HC Dynamo Pardubice | 5 : 4 PP (0:2, 3:1, 1:1 – 1:0) | Mountfield HK | Enteria arena, Pardubice Návštěvnost: 10 194 (vyprodáno) |  |

| Report | |                                     | |                                                                  |
| Roman Will | Roman Will | Brankáři                            | Lukáš Pařík | Rozhodčí: René Hradil Filip Vrba Čároví: Lukáš Rampír Josef Špůr |
| Zohorna (Pánik, Sedlák) 21:03' Vondráček (Poulíček, Mandát) 22:12' Zohorna (Hájek, Kousal) 34:41' Sedlák (Hyka, Košťálek) 41:00' Kaut (Košťálek, Zohorna) 61:25' | Zohorna (Pánik, Sedlák) 21:03' Vondráček (Poulíček, Mandát) 22:12' Zohorna (Hájek, Kousal) 34:41' Sedlák (Hyka, Košťálek) 41:00' Kaut (Košťálek, Zohorna) 61:25' | 0:1 0:2 1:2 2:2 2:3 3:3 4:3 4:4 5:4 | 05:32' Perret (Blain) 12:01' McCormack (Klíma, Perret) 29:14' Pavlík (Miškář, Jank) 49:55' Tamáši (Pavlík, Miškář) | Rozhodčí: René Hradil Filip Vrba Čároví: Lukáš Rampír Josef Špůr |
| 12 min | 12 min | Tresty                              | 14 min | Rozhodčí: René Hradil Filip Vrba Čároví: Lukáš Rampír Josef Špůr |
| 36 | 36 | Střely                              | 33 | Rozhodčí: René Hradil Filip Vrba Čároví: Lukáš Rampír Josef Špůr |

| 16. března 2024 15:00 | HC Dynamo Pardubice | 3 : 2 (0:0, 1:1, 2:1) | Mountfield HK | Enteria arena, Pardubice Návštěvnost: 10 194 (vyprodáno) |  |

| Report                                                                                      |                                                                                             |                     |                                                                   |                                                                     |
| Roman Will                                                                                  | Roman Will                                                                                  | Brankáři            | Lukáš Pařík                                                       | Rozhodčí: Roman Mrkva Pavel Obadal Čároví: Jiří Svoboda David Thuma |
| Vondráček (Vála, Poulíček) 28:34' Pánik (Kaut, Čerešňák) 49:50' Kousal (Radil, Will) 59:54' | Vondráček (Vála, Poulíček) 28:34' Pánik (Kaut, Čerešňák) 49:50' Kousal (Radil, Will) 59:54' | 1:0 1:1 1:2 2:2 3:2 | 33:15' Jergl (Klíma, McCormack) 48:02' Freibergs (Pláněk, Tamáši) | Rozhodčí: Roman Mrkva Pavel Obadal Čároví: Jiří Svoboda David Thuma |
| 18 min                                                                                      | 18 min                                                                                      | Tresty              | 14 min                                                            | Rozhodčí: Roman Mrkva Pavel Obadal Čároví: Jiří Svoboda David Thuma |
| 31                                                                                          | 31                                                                                          | Střely              | 32                                                                | Rozhodčí: Roman Mrkva Pavel Obadal Čároví: Jiří Svoboda David Thuma |

| 19. března 2024 19:00 | Mountfield HK | 2 : 1 SN (0:0, 0:0, 1:1 – 0:0 – 1:0) | HC Dynamo Pardubice | ČPP aréna, Hradec Králové Návštěvnost: 6 890 (vyprodáno) |  |

| Report                                                                                            |                                                                                                   |                                                |                                                                                 |                                                                  |
| Lukáš Pařík                                                                                       | Lukáš Pařík                                                                                       | Brankáři                                       | Roman Will                                                                      | Rozhodčí: René Hradil Filip Vrba Čároví: Josef Špůr Lukáš Rampír |
| Pavlík (Miškář, Lalancette) 41:31' Šťastný McCormack Klíma Jergl Pavelka Okuliar Estephan Pavelka | Pavlík (Miškář, Lalancette) 41:31' Šťastný McCormack Klíma Jergl Pavelka Okuliar Estephan Pavelka | 1:0 1:1 Samostatné nájezdy 1:0 1:1 1:2 2:2 3:2 | 47:31' Kousal (Radil, Košťálek) Kaut Hyka Pánik Sedlák Paulovič Hyka Pánik Kaut | Rozhodčí: René Hradil Filip Vrba Čároví: Josef Špůr Lukáš Rampír |
| 14 min                                                                                            | 14 min                                                                                            | Tresty                                         | 10 min                                                                          | Rozhodčí: René Hradil Filip Vrba Čároví: Josef Špůr Lukáš Rampír |
| 33                                                                                                | 33                                                                                                | Střely                                         | 32                                                                              | Rozhodčí: René Hradil Filip Vrba Čároví: Josef Špůr Lukáš Rampír |

| 20. března 2024 18:00 | Mountfield HK | 0 : 1 (0:0, 0:1, 0:0) | HC Dynamo Pardubice | ČPP aréna, Hradec Králové Návštěvnost: 6 890 (vyprodáno) |  |

| Report      |             |          |                                   |                                                                   |
| Lukáš Pařík | Lukáš Pařík | Brankáři | Roman Will                        | Rozhodčí: Adam Kika Peter Stano Čároví: Daniel Hynek Petr Šimánek |
|             |             | 0:1      | 25:01' Paulovič (A. Musil, Hájek) | Rozhodčí: Adam Kika Peter Stano Čároví: Daniel Hynek Petr Šimánek |
| 8 min       | 8 min       | Tresty   | 6 min                             | Rozhodčí: Adam Kika Peter Stano Čároví: Daniel Hynek Petr Šimánek |
| 24          | 24          | Střely   | 23                                | Rozhodčí: Adam Kika Peter Stano Čároví: Daniel Hynek Petr Šimánek |

| 23. března 2024 17:00 | HC Dynamo Pardubice | 3 : 2 (1:1, 1:1, 1:0) | Mountfield HK | Enteria arena, Pardubice Návštěvnost: 10 194 (vyprodáno) |  |

| Report                                                                                    |                                                                                           |                     |                                              |                                                                  |
| Roman Will                                                                                | Roman Will                                                                                | Brankáři            | Lukáš Pařík                                  | Rozhodčí: Roman Mrkva Robin Šír Čároví: Pavel Blažek Vít Lederer |
| Vála (Hájek, Sedlák) 17:30' Vondráček (Poulíček, Mandát) 25:55' Mandát (Vondráček) 54:24' | Vála (Hájek, Sedlák) 17:30' Vondráček (Poulíček, Mandát) 25:55' Mandát (Vondráček) 54:24' | 0:1 1:1 2:1 2:2 3:2 | 01:46' Miškář (Estephan, Blain) 33:10' Jergl | Rozhodčí: Roman Mrkva Robin Šír Čároví: Pavel Blažek Vít Lederer |
| 8 min                                                                                     | 8 min                                                                                     | Tresty              | 4 min                                        | Rozhodčí: Roman Mrkva Robin Šír Čároví: Pavel Blažek Vít Lederer |
| 32                                                                                        | 32                                                                                        | Střely              | 26                                           | Rozhodčí: Roman Mrkva Robin Šír Čároví: Pavel Blažek Vít Lederer |

Konečný stav série 4:1 na zápasy pro HC Dynamo Pardubice.

#### HC Sparta Praha (2.) – Bílí Tygři Liberec (7.)
| 15. března 2024 19:00 | HC Sparta Praha | 3 : 2 SN (0:1, 2:0, 0:1 – 0:0 – 1:0) | Bílí Tygři Liberec | O2 arena, Praha Návštěvnost: 11 776 |  |

| Report                                                                                    |                                                                                           |                                                |                                                                                                   |                                                          |
| Jakub Kovář                                                                               | Jakub Kovář                                                                               | Brankáři                                       | Dávid Hrenák                                                                                      | Rozhodčí: Jiří Ondráček Lukáš Květoň Čároví: Michal Zíka |
| Krejčík (Kousal, Horák) 24:44' Vitouch (Horák, Kempný) 30:08' Irving Kousal Horák Chlapík | Krejčík (Kousal, Horák) 24:44' Vitouch (Horák, Kempný) 30:08' Irving Kousal Horák Chlapík | 0:1 1:1 2:1 2:2 Samostatné nájezdy 1:0 2:0 2:0 | 10:20' Rychlovský (Flynn, Hrenák) 58:05' Bulíř (Filippi, McCoshen) Bulíř Rychlovský Filippi Flynn | Rozhodčí: Jiří Ondráček Lukáš Květoň Čároví: Michal Zíka |
| 6 min                                                                                     | 6 min                                                                                     | Tresty                                         | 2 min                                                                                             | Rozhodčí: Jiří Ondráček Lukáš Květoň Čároví: Michal Zíka |
| 47                                                                                        | 47                                                                                        | Střely                                         | 31                                                                                                | Rozhodčí: Jiří Ondráček Lukáš Květoň Čároví: Michal Zíka |

| 16. března 2024 18:00 | HC Sparta Praha | 3 : 2 PP (1:0, 0:1, 1:1 – 1:0) | Bílí Tygři Liberec | O2 arena, Praha Návštěvnost: 12 241 |  |

| Report                                                                       |                                                                              |                     |                                                                       |                                                                     |
| Jakub Kovář                                                                  | Jakub Kovář                                                                  | Brankáři            | Dávid Hrenák                                                          | Rozhodčí: Petr Úlehla Peter Stano Čároví: Daniel Hynek Petr Šimánek |
| Hrabík (Harper, Kempný) 03:39' Najman (Krejčík, Chlapík) 44:37' Řepík 73:10' | Hrabík (Harper, Kempný) 03:39' Najman (Krejčík, Chlapík) 44:37' Řepík 73:10' | 1:0 1:1 2:1 2:2 3:2 | 24:40' Rychlovský (Filippi, Melancon) 46:08' Birner (Bulíř, Melancon) | Rozhodčí: Petr Úlehla Peter Stano Čároví: Daniel Hynek Petr Šimánek |
| 62 min                                                                       | 62 min                                                                       | Tresty              | 81 min                                                                | Rozhodčí: Petr Úlehla Peter Stano Čároví: Daniel Hynek Petr Šimánek |
| 51                                                                           | 51                                                                           | Střely              | 33                                                                    | Rozhodčí: Petr Úlehla Peter Stano Čároví: Daniel Hynek Petr Šimánek |

| 19. března 2024 18:00 | Bílí Tygři Liberec | 3 : 5 (2:1, 0:1, 1:3) | HC Sparta Praha | Home Credit Arena, Liberec Návštěvnost: 7 346 |  |

| Report                                                                                 |                                                                                        |                                 | |                                                          |
| Dávid Hrenák                                                                           | Dávid Hrenák                                                                           | Brankáři                        | Jakub Kovář | Rozhodčí: Lukáš Květoň Jiří Ondráček Čároví: Michal Zíka |
| Bulíř (Birner, Hawryluk) 07:06' Klíma (Ivan) 17:25' Zachar (Rychlovský, Najman) 40:58' | Bulíř (Birner, Hawryluk) 07:06' Klíma (Ivan) 17:25' Zachar (Rychlovský, Najman) 40:58' | 1:0 1:1 2:1 2:2 3:2 3:3 3:4 3:5 | 12:30' Forman (Lajunen, Němeček) 34:00' Krejčík (Forman) 43:45' Mikliš (Forman, Lajunen) 51:35' Vitouch 58:57' Najman (Vitouch, Chlapík, do prázdné branky) | Rozhodčí: Lukáš Květoň Jiří Ondráček Čároví: Michal Zíka |
| 6 min                                                                                  | 6 min                                                                                  | Tresty                          | 4 min | Rozhodčí: Lukáš Květoň Jiří Ondráček Čároví: Michal Zíka |
| 23                                                                                     | 23                                                                                     | Střely                          | 36 | Rozhodčí: Lukáš Květoň Jiří Ondráček Čároví: Michal Zíka |

| 20. března 2024 17:00 | Bílí Tygři Liberec | 2 : 5 (0:2, 2:0, 0:3) | HC Sparta Praha | Home Credit Arena, Liberec Návštěvnost: 7 046 |  |

| Report                                                       |                                                              |                             | |                                                                  |
| Daniel Král                                                  | Daniel Král                                                  | Brankáři                    | Jakub Kovář | Rozhodčí: Robin Šír Roman Mrkva Čároví: Jiří Svoboda David Thuma |
| Pérez (Vlach) 29:47' Rychlovský (Najman, Faško-Rudáš) 31:42' | Pérez (Vlach) 29:47' Rychlovský (Najman, Faško-Rudáš) 31:42' | 0:1 0:2 1:2 2:2 2:3 2:4 2:5 | 01:39' Buchtele (Forman, Krejčík) 12:16' Irving (Vitouch) 47:24' Forman (Chlapík) 52:52' Horák (Mikliš, Chlapík) 58:57' Forman (Najman, do prázdné branky) | Rozhodčí: Robin Šír Roman Mrkva Čároví: Jiří Svoboda David Thuma |
| 2 min                                                        | 2 min                                                        | Tresty                      | 12 min | Rozhodčí: Robin Šír Roman Mrkva Čároví: Jiří Svoboda David Thuma |
| 21                                                           | 21                                                           | Střely                      | 26 | Rozhodčí: Robin Šír Roman Mrkva Čároví: Jiří Svoboda David Thuma |

Konečný stav série 4:0 na zápasy pro HC Sparta Praha.

#### HC Oceláři Třinec (3.) – Banes Motor České Budějovice (6.)
| 17. března 2024 15:00 | HC Oceláři Třinec | 2 : 0 (0:0, 0:0, 2:0) | Banes Motor České Budějovice | Werk Arena, Třinec Návštěvnost: 5 400 (vyprodáno) |  |

| Report                                                                    |                                                                           |          |                    |                                                                   |
| Marek Mazanec                                                             | Marek Mazanec                                                             | Brankáři | Dominik Hrachovina | Rozhodčí: Jan Hribik Luděk Pilný Čároví: Vít Lederer Pavel Blažek |
| Nedomlel (Růžička) 43:05' Nestrašil (Voženílek, do prázdné branky) 59:55' | Nedomlel (Růžička) 43:05' Nestrašil (Voženílek, do prázdné branky) 59:55' | 1:0 2:0  |                    | Rozhodčí: Jan Hribik Luděk Pilný Čároví: Vít Lederer Pavel Blažek |
| 2 min                                                                     | 2 min                                                                     | Tresty   | 2 min              | Rozhodčí: Jan Hribik Luděk Pilný Čároví: Vít Lederer Pavel Blažek |
| 26                                                                        | 26                                                                        | Střely   | 22                 | Rozhodčí: Jan Hribik Luděk Pilný Čároví: Vít Lederer Pavel Blažek |

| 18. března 2024 17:00 | HC Oceláři Třinec | 2 : 0 (1:0, 1:0, 0:0) | Banes Motor České Budějovice | Werk Arena, Třinec Návštěvnost: 5 400 (vyprodáno) |  |

| Report                                                            |                                                                   |          |                    |                                                                            |
| Marek Mazanec                                                     | Marek Mazanec                                                     | Brankáři | Dominik Hrachovina | Rozhodčí: Antonín Jeřábek Tomáš Mejzlík Čároví: Daniel Hynek David Klouček |
| Daňo (Hudáček, Kundrátek) 18:08' Cienciala (Daňo, Hudáček) 18:08' | Daňo (Hudáček, Kundrátek) 18:08' Cienciala (Daňo, Hudáček) 18:08' | 1:0 2:0  |                    | Rozhodčí: Antonín Jeřábek Tomáš Mejzlík Čároví: Daniel Hynek David Klouček |
| 4 min                                                             | 4 min                                                             | Tresty   | 0 min              | Rozhodčí: Antonín Jeřábek Tomáš Mejzlík Čároví: Daniel Hynek David Klouček |
| 25                                                                | 25                                                                | Střely   | 34                 | Rozhodčí: Antonín Jeřábek Tomáš Mejzlík Čároví: Daniel Hynek David Klouček |

| 21. března 2024 17:00 | Banes Motor České Budějovice | 3 : 4 (2:3, 1:0, 0:1) | HC Oceláři Třinec | Budvar aréna, České Budějovice Návštěvnost: 6 421 (vyprodáno) |  |

| Report                                                                                      |                                                                                             |                             | |                                                                         |
| Dominik Hrachovina                                                                          | Dominik Hrachovina                                                                          | Brankáři                    | Marek Mazanec | Rozhodčí: Jan Hribik Luděk Pilný Čároví: Miroslav Lhotský David Klouček |
| Kubík (Přikryl, Pech) 09:21' Gulaš (Kondelík, Gulaši) 17:04' Kubík (Přikryl, Harris) 25:39' | Kubík (Přikryl, Pech) 09:21' Gulaš (Kondelík, Gulaši) 17:04' Kubík (Přikryl, Harris) 25:39' | 0:1 1:1 1:2 1:3 2:3 3:3 3:4 | 05:38' Hudáček (Nedomlel, Mazanec) 14:51' Ciencala (Hudáček, Marinčin) 16:39' Roman (Helewka, Smith) 50:19' Hudáček (Adámek, Daňo) | Rozhodčí: Jan Hribik Luděk Pilný Čároví: Miroslav Lhotský David Klouček |
| 4 min                                                                                       | 4 min                                                                                       | Tresty                      | 4 min | Rozhodčí: Jan Hribik Luděk Pilný Čároví: Miroslav Lhotský David Klouček |
| 29                                                                                          | 29                                                                                          | Střely                      | 25 | Rozhodčí: Jan Hribik Luděk Pilný Čároví: Miroslav Lhotský David Klouček |

| 22. března 2024 17:30 | Banes Motor České Budějovice | 4 : 1 (2:1, 0:0, 2:0) | HC Oceláři Třinec | Budvar aréna, České Budějovice Návštěvnost: 6 421 (vyprodáno) |  |

| Report | |                     |                                   |                                                                    |
| Dominik Hrachovina | Dominik Hrachovina | Brankáři            | Marek Mazanec                     | Rozhodčí: Jan Jaroš Jakub Šindel Čároví: Tomáš Brejcha Michal Zíka |
| Kondelík (Štencel, Pech) 04:26' Toman (Koláček, Vopelka) 06:04' Kubík 54:45' Ordoš (Přikryl, Simon, do prázdné branky) 58:12' | Kondelík (Štencel, Pech) 04:26' Toman (Koláček, Vopelka) 06:04' Kubík 54:45' Ordoš (Přikryl, Simon, do prázdné branky) 58:12' | 1:0 1:1 2:1 3:1 4:1 | 04:42' Nedomlel (Cienciala, Daňo) | Rozhodčí: Jan Jaroš Jakub Šindel Čároví: Tomáš Brejcha Michal Zíka |
| 8 min | 8 min | Tresty              | 12 min                            | Rozhodčí: Jan Jaroš Jakub Šindel Čároví: Tomáš Brejcha Michal Zíka |
| 19 | 19 | Střely              | 35                                | Rozhodčí: Jan Jaroš Jakub Šindel Čároví: Tomáš Brejcha Michal Zíka |

| 24. března 2024 17:00 | HC Oceláři Třinec | 2 : 3 (0:1, 0:1, 2:1) | Banes Motor České Budějovice | Werk Arena, Třinec Návštěvnost: 5 400 (vyprodáno) |  |

| Report                                                                   |                                                                          |                     |                                                                                       |                                                        |
| Marek Mazanec                                                            | Marek Mazanec                                                            | Brankáři            | Dominik Hrachovina                                                                    | Rozhodčí: René Hradil Jiří Ondráček Čároví: Josef Špůr |
| Čacho (Marinčin, Nestrašil) 40:30' Voženílek (Růžička, Kundrátek) 55:32' | Čacho (Marinčin, Nestrašil) 40:30' Voženílek (Růžička, Kundrátek) 55:32' | 0:1 0:2 1:2 2:2 2:3 | 12:25' Kondelík (Doudera, Beránek) 33:02' Pýcha (Pech, Kondelík) 55:52' Gulaš (Ordoš) | Rozhodčí: René Hradil Jiří Ondráček Čároví: Josef Špůr |
| 10 min                                                                   | 10 min                                                                   | Tresty              | 10 min                                                                                | Rozhodčí: René Hradil Jiří Ondráček Čároví: Josef Špůr |
| 39                                                                       | 39                                                                       | Střely              | 21                                                                                    | Rozhodčí: René Hradil Jiří Ondráček Čároví: Josef Špůr |

| 26. března 2024 17:30 | Banes Motor České Budějovice | 3 : 0 (2:0, 0:0, 1:0) | HC Oceláři Třinec | Budvar aréna, České Budějovice Návštěvnost: 6 421 (vyprodáno) |  |

| Report                                                                   |                                                                          |             |               |                                                                        |
| Dominik Hrachovina                                                       | Dominik Hrachovina                                                       | Brankáři    | Ondřej Kacetl | Rozhodčí: Antonín Jeřábek Peter Stano Čároví: Michal Zíka Lukáš Rampír |
| Gulaš (Doudera) 00:27' Kondelík 11:19' Valský (do prázdné branky) 56:59' | Gulaš (Doudera) 00:27' Kondelík 11:19' Valský (do prázdné branky) 56:59' | 1:0 2:0 3:0 |               | Rozhodčí: Antonín Jeřábek Peter Stano Čároví: Michal Zíka Lukáš Rampír |
| 4 min                                                                    | 4 min                                                                    | Tresty      | 6 min         | Rozhodčí: Antonín Jeřábek Peter Stano Čároví: Michal Zíka Lukáš Rampír |
| 18                                                                       | 18                                                                       | Střely      | 23            | Rozhodčí: Antonín Jeřábek Peter Stano Čároví: Michal Zíka Lukáš Rampír |

| 28. března 2024 17:00 | HC Oceláři Třinec | 2 : 0 (0:0, 0:0, 2:0) | Banes Motor České Budějovice | Werk Arena, Třinec Návštěvnost: 5 400 (vyprodáno) |  |

| Report                                                            |                                                                   |          |                    |                                                                 |
| Marek Mazanec                                                     | Marek Mazanec                                                     | Brankáři | Dominik Hrachovina | Rozhodčí: Jan Hribik René Hradil Čároví: Josef Špůr David Thuma |
| Roman (Kurovský, Polášek) 49:32' Čacho (do prázdné branky) 59:07' | Roman (Kurovský, Polášek) 49:32' Čacho (do prázdné branky) 59:07' | 1:0 2:0  |                    | Rozhodčí: Jan Hribik René Hradil Čároví: Josef Špůr David Thuma |
| 6 min                                                             | 6 min                                                             | Tresty   | 8 min              | Rozhodčí: Jan Hribik René Hradil Čároví: Josef Špůr David Thuma |
| 29                                                                | 29                                                                | Střely   | 10                 | Rozhodčí: Jan Hribik René Hradil Čároví: Josef Špůr David Thuma |

Konečný stav série 4:3 na zápasy pro HC Oceláři Třinec.

#### HC Kometa Brno (4.) – HC VERVA Litvínov (5.)
| 17. března 2024 17:00 | HC Kometa Brno | 1 : 2 SN (0:1, 0:0, 1:0 – 0:0 – 0:1) | HC VERVA Litvínov | Winning Group Arena, Brno Návštěvnost: 7 700 (vyprodáno) |  |

| Report                                                                              |                                                                                     |                                                    |                                                                                        |                                                                   |
| Dominik Furch                                                                       | Dominik Furch                                                                       | Brankáři                                           | Matej Tomek                                                                            | Rozhodčí: Jan Jaroš Jakub Šindel Čároví: Tomáš Brejcha Josef Špůr |
| Cingeľ (Zbořil) 58:52' Cingeľ Flek Zbořil Zaťovič Pospíšil Flek Moses Gazda Vincour | Cingeľ (Zbořil) 58:52' Cingeľ Flek Zbořil Zaťovič Pospíšil Flek Moses Gazda Vincour | 0:1 1:1 Samostatné nájezdy 0:0 1:0 1:1 2:1 2:2 2:3 | 10:57' Šalda (Hlava, O. Kaše) Koblasa D. Kaše O. Kaše Kirk Hlava D. Kaše Abdul O. Kaše | Rozhodčí: Jan Jaroš Jakub Šindel Čároví: Tomáš Brejcha Josef Špůr |
| 37 min                                                                              | 37 min                                                                              | Tresty                                             | 35 min                                                                                 | Rozhodčí: Jan Jaroš Jakub Šindel Čároví: Tomáš Brejcha Josef Špůr |
| 38                                                                                  | 38                                                                                  | Střely                                             | 32                                                                                     | Rozhodčí: Jan Jaroš Jakub Šindel Čároví: Tomáš Brejcha Josef Špůr |

| 18. března 2024 17:00 | HC Kometa Brno | 1 : 5 (0:1, 0:4, 1:0) | HC VERVA Litvínov | Winning Group Arena, Brno Návštěvnost: 7 700 (vyprodáno) |  |

| Report                                     |                                            |                         | |                                                                        |
| Dominik Furch (od 30. minuty Štěpán Lukeš) | Dominik Furch (od 30. minuty Štěpán Lukeš) | Brankáři                | Matej Tomek | Rozhodčí: Robin Šír Tomáš Cabák Čároví: Miroslav Lhotský Jiří Ondráček |
| Zbořil (Kohout) 49:31'                     | Zbořil (Kohout) 49:31'                     | 0:1 0:2 0:3 0:4 0:5 1:5 | 14:30' Zygmunt (Maštalířský, Baránek) 26:47' Kudrna (Jurčík, Abdul) 29:47' Kirk (Czuczman, Koblasa) 36:18' Koblasa (Demel, Abdul) 37:01' Kirk (Sukeľ, Válek) | Rozhodčí: Robin Šír Tomáš Cabák Čároví: Miroslav Lhotský Jiří Ondráček |
| 29 min                                     | 29 min                                     | Tresty                  | 6 min | Rozhodčí: Robin Šír Tomáš Cabák Čároví: Miroslav Lhotský Jiří Ondráček |
| 32                                         | 32                                         | Střely                  | 21 | Rozhodčí: Robin Šír Tomáš Cabák Čároví: Miroslav Lhotský Jiří Ondráček |

| 21. března 2024 17:30 | HC VERVA Litvínov | 3 : 4 (0:0, 2:2, 1:2) | HC Kometa Brno | Zimní stadion Ivana Hlinky, Litvínov Návštěvnost: 5 944 (vyprodáno) |  |

| Report                                                                         |                                                                                |                             | |                                                                   |
| Matej Tomek                                                                    | Matej Tomek                                                                    | Brankáři                    | Dominik Furch | Rozhodčí: Jan Jaroš Jakub Šindel Čároví: Tomáš Brejcha Josef Špůr |
| Kirk (Koblasa, Sukeľ) 20:20' Zīle (D. Kaše) 28:09' Kirk (Zīle, D. Kaše) 52:43' | Kirk (Koblasa, Sukeľ) 20:20' Zīle (D. Kaše) 28:09' Kirk (Zīle, D. Kaše) 52:43' | 1:0 1:1 1:2 2:2 3:2 3:3 3:4 | 22:15' Marcinko (Kollár, Pospíšil) 25:46' Holland (Kučeřík, Marcinko) 53:34' Flek (Cingeľ, Zaťovič) 54:51' Gazda (Okál, Kollár) | Rozhodčí: Jan Jaroš Jakub Šindel Čároví: Tomáš Brejcha Josef Špůr |
| 4 min                                                                          | 4 min                                                                          | Tresty                      | 10 min | Rozhodčí: Jan Jaroš Jakub Šindel Čároví: Tomáš Brejcha Josef Špůr |
| 39                                                                             | 39                                                                             | Střely                      | 37 | Rozhodčí: Jan Jaroš Jakub Šindel Čároví: Tomáš Brejcha Josef Špůr |

| 22. března 2024 17:00 | HC VERVA Litvínov | 1 : 5 (0:2, 0:2, 1:1) | HC Kometa Brno | Zimní stadion Ivana Hlinky, Litvínov Návštěvnost: 5 944 (vyprodáno) |  |

| Report                                    |                                           |                         | |                                                                           |
| Matej Tomek (od 22. minuty Šimon Zajíček) | Matej Tomek (od 22. minuty Šimon Zajíček) | Brankáři                | Dominik Furch | Rozhodčí: Antonín Jeřábek Tomáš Mejzlík Čároví: Jiří Ondráček David Thuma |
| Koblasa (Kirk, Baránek) 54:43'            | Koblasa (Kirk, Baránek) 54:43'            | 0:1 0:2 0:3 0:4 0:5 1:5 | 03:59' Flek 11:24' Moro (Okál, Kohout) 21:22' Pospíšil 33:24' Moses (Flek, Zaťovič) 53:43' Marcinko (Flek, Kučeřík) | Rozhodčí: Antonín Jeřábek Tomáš Mejzlík Čároví: Jiří Ondráček David Thuma |
| 4 min                                     | 4 min                                     | Tresty                  | 8 min | Rozhodčí: Antonín Jeřábek Tomáš Mejzlík Čároví: Jiří Ondráček David Thuma |
| 27                                        | 27                                        | Střely                  | 25 | Rozhodčí: Antonín Jeřábek Tomáš Mejzlík Čároví: Jiří Ondráček David Thuma |

| 24. března 2024 17:00 | HC Kometa Brno | 1 : 2 PP (1:0, 0:0, 0:1 – 0:1) | HC VERVA Litvínov | Winning Group Arena, Brno Návštěvnost: 7 700 (vyprodáno) |  |

| Report                         |                                |             |                                                  |                                                                     |
| Dominik Furch                  | Dominik Furch                  | Brankáři    | Matej Tomek                                      | Rozhodčí: Lukáš Květoň Jan Hribik Čároví: Daniel Hynek Petr Šimánek |
| Moses (Zbořil, Vincour) 16:23' | Moses (Zbořil, Vincour) 16:23' | 1:0 1:1 1:2 | 48:47' Kirk (O. Kaše, Jaks) 69:50' Hlava (Sukeľ) | Rozhodčí: Lukáš Květoň Jan Hribik Čároví: Daniel Hynek Petr Šimánek |
| 4 min                          | 4 min                          | Tresty      | 4 min                                            | Rozhodčí: Lukáš Květoň Jan Hribik Čároví: Daniel Hynek Petr Šimánek |
| 30                             | 30                             | Střely      | 40                                               | Rozhodčí: Lukáš Květoň Jan Hribik Čároví: Daniel Hynek Petr Šimánek |

| 26. března 2024 17:30 | HC VERVA Litvínov | 4 : 1 (2:0, 2:1, 0:0) | HC Kometa Brno | Zimní stadion Ivana Hlinky, Litvínov Návštěvnost: 5 944 (vyprodáno) |  |

| Report | |                     |               |                                                                       |
| Matej Tomek | Matej Tomek | Brankáři            | Dominik Furch | Rozhodčí: René Hradil Jakub Šindel Čároví: Jiří Ondráček Jiří Svoboda |
| Koblasa (O. Kaše, D. Kaše) 05:41' Sukeľ (Hlava) 09:03' Koblasa (O. Kaše) 25:56' Koblasa (Abdul, Baránek) 37:32' | Koblasa (O. Kaše, D. Kaše) 05:41' Sukeľ (Hlava) 09:03' Koblasa (O. Kaše) 25:56' Koblasa (Abdul, Baránek) 37:32' | 1:0 2:0 2:1 3:1 4:1 | 25:32' Moses  | Rozhodčí: René Hradil Jakub Šindel Čároví: Jiří Ondráček Jiří Svoboda |
| 8 min | 8 min | Tresty              | 10 min        | Rozhodčí: René Hradil Jakub Šindel Čároví: Jiří Ondráček Jiří Svoboda |
| 30 | 30 | Střely              | 22            | Rozhodčí: René Hradil Jakub Šindel Čároví: Jiří Ondráček Jiří Svoboda |

Konečný stav série 4:2 na zápasy pro HC VERVA Litvínov.

### Semifinále

#### HC Dynamo Pardubice (1.) – HC VERVA Litvínov (5.)
| 31. března 2024 17:00 | HC Dynamo Pardubice | 2 : 1 (1:1, 0:0, 1:0) | HC VERVA Litvínov | Enteria arena, Pardubice Návštěvnost: 10 050 |  |

| Report                                       |                                              |             |                              |                                                                         |
| Roman Will                                   | Roman Will                                   | Brankáři    | Matej Tomek                  | Rozhodčí: Adam Kika Jiří Ondráček Čároví: Miroslav Lhotský Lukáš Rampír |
| Paulovič (Kaut, Čerešňák) 16:44' Vála 44:10' | Paulovič (Kaut, Čerešňák) 16:44' Vála 44:10' | 0:1 1:1 2:1 | 09:22' Kudrna (Abdul, Jícha) | Rozhodčí: Adam Kika Jiří Ondráček Čároví: Miroslav Lhotský Lukáš Rampír |
| 0 min                                        | 0 min                                        | Tresty      | 4 min                        | Rozhodčí: Adam Kika Jiří Ondráček Čároví: Miroslav Lhotský Lukáš Rampír |
| 42                                           | 42                                           | Střely      | 21                           | Rozhodčí: Adam Kika Jiří Ondráček Čároví: Miroslav Lhotský Lukáš Rampír |

| 1. dubna 2024 17:00 | HC Dynamo Pardubice | 3 : 0 (1:0, 0:0, 2:0) | HC VERVA Litvínov | Enteria arena, Pardubice Návštěvnost: 10 035 |  |

| Report | |             |             |                                                                   |
| Roman Will | Roman Will | Brankáři    | Matej Tomek | Rozhodčí: Robin Šír Filip Vrba Čároví: Jiří Ondráček Petr Šimánek |
| Vondráček (A. Musil, Čerešňák) 19:46' Paulovič (do prázdné branky) 58:25' Poulíček (A. Musil) (do prázdné branky) 59:57' | Vondráček (A. Musil, Čerešňák) 19:46' Paulovič (do prázdné branky) 58:25' Poulíček (A. Musil) (do prázdné branky) 59:57' | 1:0 2:0 3:0 |             | Rozhodčí: Robin Šír Filip Vrba Čároví: Jiří Ondráček Petr Šimánek |
| 4 min | 4 min | Tresty      | 6 min       | Rozhodčí: Robin Šír Filip Vrba Čároví: Jiří Ondráček Petr Šimánek |
| 35 | 35 | Střely      | 25          | Rozhodčí: Robin Šír Filip Vrba Čároví: Jiří Ondráček Petr Šimánek |

| 4. dubna 2024 17:30 | HC VERVA Litvínov | 2 : 3 (0:2, 0:0, 2:1) | HC Dynamo Pardubice | Zimní stadion Ivana Hlinky, Litvínov Návštěvnost: 5 944 (vyprodáno) |  |

| Report                                                    |                                                           |                     |                                                                                       |                                                                                |
| Matej Tomek                                               | Matej Tomek                                               | Brankáři            | Roman Will                                                                            | Rozhodčí: Antonín Jeřábek Tomáš Mejzlík Čároví: Miroslav Lhotský Jiří Ondráček |
| Demel (Baránek, Abdul) 47:08' O. Kaše (Zīle, Kirk) 55:48' | Demel (Baránek, Abdul) 47:08' O. Kaše (Zīle, Kirk) 55:48' | 0:1 0:2 0:3 1:3 2:3 | 08:09' Zohorna (Kousal) 15:23' Čerešňák (Radil, Kousal) 46:25' Radil (Kousal, Sedlák) | Rozhodčí: Antonín Jeřábek Tomáš Mejzlík Čároví: Miroslav Lhotský Jiří Ondráček |
| 6 min                                                     | 6 min                                                     | Tresty              | 2 min                                                                                 | Rozhodčí: Antonín Jeřábek Tomáš Mejzlík Čároví: Miroslav Lhotský Jiří Ondráček |
| 15                                                        | 15                                                        | Střely              | 37                                                                                    | Rozhodčí: Antonín Jeřábek Tomáš Mejzlík Čároví: Miroslav Lhotský Jiří Ondráček |

| 5. dubna 2024 19:00 | HC VERVA Litvínov | 5 : 6 (3:1, 0:4, 2:1) | HC Dynamo Pardubice | Zimní stadion Ivana Hlinky, Litvínov Návštěvnost: 5 944 (vyprodáno) |  |

| Report | |                                             | |                                                                  |
| Matej Tomek (od 35. minuty Šimon Zajíček)                                                                              | Matej Tomek (od 35. minuty Šimon Zajíček)                                                                              | Brankáři                                    | Roman Will (od 21. minuty Dominik Pavlát) | Rozhodčí: Robin Šír Jiří Ondráček Čároví: Josef Špůr David Thuma |
| D. Kaše (O. Kaše) 01:19' D. Kaše (Jaks, O. Kaše) 14:45' Kirk (D. Kaše) 19:53' Zīle 52:50' Koblasa (Demel, Kirk) 54:34' | D. Kaše (O. Kaše) 01:19' D. Kaše (Jaks, O. Kaše) 14:45' Kirk (D. Kaše) 19:53' Zīle 52:50' Koblasa (Demel, Kirk) 54:34' | 1:0 1:1 2:1 3:1 3:2 3:3 3:4 3:5 3:6 4:6 5:6 | 07:14' Mandát (Vála) 22:17' Košťálek (Dvořák, A. Musil) 25:12' Čerešňák (Vondráček) 32:16' Sedlák (Hyka) 33:55' Poulíček (Vondráček) 50:59' Pánik (Hyka) | Rozhodčí: Robin Šír Jiří Ondráček Čároví: Josef Špůr David Thuma |
| 2 min | 2 min | Tresty                                      | 8 min | Rozhodčí: Robin Šír Jiří Ondráček Čároví: Josef Špůr David Thuma |
| 32 | 32 | Střely                                      | 34 | Rozhodčí: Robin Šír Jiří Ondráček Čároví: Josef Špůr David Thuma |

Konečný stav série 4:0 na zápasy pro HC Dynamo Pardubice.

#### HC Sparta Praha (2.) – HC Oceláři Třinec (3.)
| 2. dubna 2024 18:30 | HC Sparta Praha | 3 : 0 (0:0, 1:0, 2:0) | HC Oceláři Třinec | O2 arena, Praha Návštěvnost: 13 548 |  |

| Report                                                                         |                                                                                |             |               |                                                                  |
| Jakub Kovář                                                                    | Jakub Kovář                                                                    | Brankáři    | Marek Mazanec | Rozhodčí: Jan Hribik Lukáš Květoň Čároví: Josef Špůr Michal Zíka |
| Řepík (Irving, Němeček) 24:16' Forman 42:58' Najman (do prázdné branky) 58:22' | Řepík (Irving, Němeček) 24:16' Forman 42:58' Najman (do prázdné branky) 58:22' | 1:0 2:0 3:0 |               | Rozhodčí: Jan Hribik Lukáš Květoň Čároví: Josef Špůr Michal Zíka |
| 2 min                                                                          | 2 min                                                                          | Tresty      | 6 min         | Rozhodčí: Jan Hribik Lukáš Květoň Čároví: Josef Špůr Michal Zíka |
| 32                                                                             | 32                                                                             | Střely      | 25            | Rozhodčí: Jan Hribik Lukáš Květoň Čároví: Josef Špůr Michal Zíka |

| 3. dubna 2024 18:00 | HC Sparta Praha | 3 : 2 PP (1:0, 0:2, 1:0 – 1:0) | HC Oceláři Třinec | O2 arena, Praha Návštěvnost: 13 905 |  |

| Report                                                                                      |                                                                                             |                     |                                                    |                                                                     |
| Jakub Kovář                                                                                 | Jakub Kovář                                                                                 | Brankáři            | Ondřej Kacetl                                      | Rozhodčí: René Hradil Jakub Šindel Čároví: Vít Lederer Daniel Hynek |
| Moravčík (Lajunen, Mikliš) 17:00' Chlapík (Kempný) 59:52' Moravčík (Chlapík, Kousal) 77:31' | Moravčík (Lajunen, Mikliš) 17:00' Chlapík (Kempný) 59:52' Moravčík (Chlapík, Kousal) 77:31' | 1:0 1:1 1:2 2:2 3:2 | 25:45' Voženílek (Nestrašil, Smith) 27:16' Hudáček | Rozhodčí: René Hradil Jakub Šindel Čároví: Vít Lederer Daniel Hynek |
| 4 min                                                                                       | 4 min                                                                                       | Tresty              | 4 min                                              | Rozhodčí: René Hradil Jakub Šindel Čároví: Vít Lederer Daniel Hynek |
| 46                                                                                          | 46                                                                                          | Střely              | 30                                                 | Rozhodčí: René Hradil Jakub Šindel Čároví: Vít Lederer Daniel Hynek |

| 6. dubna 2024 17:00 | HC Oceláři Třinec | 2 : 3 PP (0:1, 1:1, 1:0 – 0:1) | HC Sparta Praha | Werk Arena, Třinec Návštěvnost: 5 400 (vyprodáno) |  |

| Report                                                               |                                                                      |                     | |                                                                    |
| Ondřej Kacetl                                                        | Ondřej Kacetl                                                        | Brankáři            | Jakub Kovář                                                                                        | Rozhodčí: Jan Hribik Luděk Pilný Čároví: Jiří Svoboda Daniel Hynek |
| Cienciala (Helewka, Daňo) 23:31' Kundrátek (Hrehorčák, Čacho) 56:44' | Cienciala (Helewka, Daňo) 23:31' Kundrátek (Hrehorčák, Čacho) 56:44' | 0:1 1:1 1:2 2:2 2:3 | 05:30' Buchtele (Lajunen, Mikliš) 35:11' Řepík (Chlapík, Moravčík) 74:11' Krejčík (Kousal, Hrabík) | Rozhodčí: Jan Hribik Luděk Pilný Čároví: Jiří Svoboda Daniel Hynek |
| 10 min                                                               | 10 min                                                               | Tresty              | 33 min                                                                                             | Rozhodčí: Jan Hribik Luděk Pilný Čároví: Jiří Svoboda Daniel Hynek |
| 38                                                                   | 38                                                                   | Střely              | 36                                                                                                 | Rozhodčí: Jan Hribik Luděk Pilný Čároví: Jiří Svoboda Daniel Hynek |

| 7. dubna 2024 18:00 | HC Oceláři Třinec | 4 : 1 (2:0, 0:1, 2:0) | HC Sparta Praha | Werk Arena, Třinec Návštěvnost: 5 400 (vyprodáno) |  |

| Report | |                     |                                 |                                                                         |
| Ondřej Kacetl | Ondřej Kacetl | Brankáři            | Jakub Kovář                     | Rozhodčí: Antonín Jeřábek Lukáš Květoň Čároví: Michal Zíka Petr Šimánek |
| Daňo 06:57' Daňo (Daňo, Nedomlel) 15:07' Nestrašil (Marinčin) 15:07' Vrána (Hrehorčák, Daňo, do prázdné branky) 57:59' | Daňo 06:57' Daňo (Daňo, Nedomlel) 15:07' Nestrašil (Marinčin) 15:07' Vrána (Hrehorčák, Daňo, do prázdné branky) 57:59' | 1:0 2:0 2:1 3:1 4:1 | 28:30' Krejčík (Mikliš, Kousal) | Rozhodčí: Antonín Jeřábek Lukáš Květoň Čároví: Michal Zíka Petr Šimánek |
| 18 min | 18 min | Tresty              | 23 min                          | Rozhodčí: Antonín Jeřábek Lukáš Květoň Čároví: Michal Zíka Petr Šimánek |
| 20 | 20 | Střely              | 34                              | Rozhodčí: Antonín Jeřábek Lukáš Květoň Čároví: Michal Zíka Petr Šimánek |

| 9. dubna 2024 18:30 | HC Sparta Praha | 2 : 3 (0:2, 1:0, 1:1) | HC Oceláři Třinec | O2 arena, Praha Návštěvnost: 14 208 |  |

| Report                                                             |                                                                    |                     |                                                                                      |                                                         |
| Jakub Kovář                                                        | Jakub Kovář                                                        | Brankáři            | Ondřej Kacetl                                                                        | Rozhodčí: Jan Hribik Jiří Ondráček Čároví: Daniel Hynek |
| Chlapík (Krejčík, Vitouch) 39:59' Chlapík (Kempný, Lajunen) 57:15' | Chlapík (Krejčík, Vitouch) 39:59' Chlapík (Kempný, Lajunen) 57:15' | 0:1 0:2 1:2 1:3 2:3 | 09:16' Daňo (Cienciala) 12:33' Adámek (Dravecký, Hudáček) 56:30' Helewka (Hrehorčák) | Rozhodčí: Jan Hribik Jiří Ondráček Čároví: Daniel Hynek |
| 2 min                                                              | 2 min                                                              | Tresty              | 2 min                                                                                | Rozhodčí: Jan Hribik Jiří Ondráček Čároví: Daniel Hynek |
| 23                                                                 | 23                                                                 | Střely              | 21                                                                                   | Rozhodčí: Jan Hribik Jiří Ondráček Čároví: Daniel Hynek |

| 11. dubna 2024 17:00 | HC Oceláři Třinec | 2 : 1 PP (0:0, 0:0, 1:1 – 1:0) | HC Sparta Praha | Werk Arena, Třinec Návštěvnost: 5 400 (vyprodáno) |  |

| Report                                                      |                                                             |             |                        |                                                                       |
| Ondřej Kacetl                                               | Ondřej Kacetl                                               | Brankáři    | Jakub Kovář            | Rozhodčí: Antonín Jeřábek Lukáš Květoň Čároví: Josef Špůr Michal Zíka |
| Voženílek (Kousal) 59:59' Voženílek (Kousal, Kousal) 69:21' | Voženílek (Kousal) 59:59' Voženílek (Kousal, Kousal) 69:21' | 0:1 1:1 2:1 | 41:00' Najman (Kousal) | Rozhodčí: Antonín Jeřábek Lukáš Květoň Čároví: Josef Špůr Michal Zíka |
| 2 min                                                       | 2 min                                                       | Tresty      | 0 min                  | Rozhodčí: Antonín Jeřábek Lukáš Květoň Čároví: Josef Špůr Michal Zíka |
| 26                                                          | 26                                                          | Střely      | 29                     | Rozhodčí: Antonín Jeřábek Lukáš Květoň Čároví: Josef Špůr Michal Zíka |

| 13. dubna 2024 17:30 | HC Sparta Praha | 2 : 3 PP4 (1:1, 1:0, 0:1 – 0:0, 0:0, 0:0, 0:1) | HC Oceláři Třinec | O2 arena, Praha Návštěvnost: 16 780 |  |

| Report                                                            |                                                                   |                     | |                                                         |
| Jakub Kovář                                                       | Jakub Kovář                                                       | Brankáři            | Ondřej Kacetl                                                                                        | Rozhodčí: Jan Hribik Jiří Ondráček Čároví: Daniel Hynek |
| Krejčík (Chlapík, Vitouch) 04:38' Krejčík (Kousal, Hrabík) 20:27' | Krejčík (Chlapík, Vitouch) 04:38' Krejčík (Kousal, Hrabík) 20:27' | 1:0 1:1 2:1 2:2 2:3 | 11:41' Helewka (Cienciala, Hudáček) 59:05' Daňo (Hudáček, Marinčin) 121:46' Roman (Adámek, Kurovský) | Rozhodčí: Jan Hribik Jiří Ondráček Čároví: Daniel Hynek |
| 6 min                                                             | 6 min                                                             | Tresty              | 6 min                                                                                                | Rozhodčí: Jan Hribik Jiří Ondráček Čároví: Daniel Hynek |
| 58                                                                | 58                                                                | Střely              | 44                                                                                                   | Rozhodčí: Jan Hribik Jiří Ondráček Čároví: Daniel Hynek |

Konečný stav série 4:3 na zápasy pro HC Oceláři Třinec.

### Finále

#### HC Dynamo Pardubice (1.) – HC Oceláři Třinec (3.)
| 16. dubna 2024 18:00 | HC Dynamo Pardubice | 1 : 2 (0:1, 1:1, 0:0) | HC Oceláři Třinec | Enteria arena, Pardubice Návštěvnost: 10 194 (vyprodáno) |  |

| Report                         |                                |             |                                                                       |                                                                         |
| Roman Will                     | Roman Will                     | Brankáři    | Ondřej Kacetl                                                         | Rozhodčí: Antonín Jeřábek Lukáš Květoň Čároví: Petr Šimánek Michal Zíka |
| Sedlák (Kaut, Košťálek) 36:07' | Sedlák (Kaut, Košťálek) 36:07' | 0:1 0:2 1:2 | 08:19' Hrehorčák (Dravecký, Čacho) 28:49' Kurovský (Vrána, Kundrátek) | Rozhodčí: Antonín Jeřábek Lukáš Květoň Čároví: Petr Šimánek Michal Zíka |
| 10 min                         | 10 min                         | Tresty      | 8 min                                                                 | Rozhodčí: Antonín Jeřábek Lukáš Květoň Čároví: Petr Šimánek Michal Zíka |
| 28                             | 28                             | Střely      | 20                                                                    | Rozhodčí: Antonín Jeřábek Lukáš Květoň Čároví: Petr Šimánek Michal Zíka |

| 17. dubna 2024 18:00 | HC Dynamo Pardubice | 6 : 3 (0:0, 2:1, 4:2) | HC Oceláři Třinec | Enteria arena, Pardubice Návštěvnost: 10 194 (vyprodáno) |  |

| Report | |                                     | |                                                                  |
| Roman Will | Roman Will | Brankáři                            | Ondřej Kacetl | Rozhodčí: Peter Stano Robin Šír Čároví: Daniel Hynek Vít Lederer |
| Pánik (Sedlák) 23:49' Radil (Košťálek, Kaut) 38:52' A. Musil (Čerešňák, Paulovič) 46:15' Vondráček (Mandát) 54:20' Vondráček (Mandát) 55:48' Kaut (Kousal, Čerešňák) 57:42' | Pánik (Sedlák) 23:49' Radil (Košťálek, Kaut) 38:52' A. Musil (Čerešňák, Paulovič) 46:15' Vondráček (Mandát) 54:20' Vondráček (Mandát) 55:48' Kaut (Kousal, Čerešňák) 57:42' | 1:0 1:1 2:1 3:1 3:2 3:3 4:3 5:3 6:3 | 33:03' Cienciala (Hudáček, Kundrátek) 48:50' Helewka (Nestrašil, Voženílek) 49:34' Hudáček (Kundrátek, Cienciala) | Rozhodčí: Peter Stano Robin Šír Čároví: Daniel Hynek Vít Lederer |
| 16 min | 16 min | Tresty                              | 18 min | Rozhodčí: Peter Stano Robin Šír Čároví: Daniel Hynek Vít Lederer |
| 39 | 39 | Střely                              | 25 | Rozhodčí: Peter Stano Robin Šír Čároví: Daniel Hynek Vít Lederer |

| 20. dubna 2024 17:00 | HC Oceláři Třinec | 4 : 3 (2:1, 1:1, 1:1) | HC Dynamo Pardubice | Werk Arena, Třinec Návštěvnost: 5 400 (vyprodáno) |  |

| Report | |                             |                                                                                                 |                                                                    |
| Ondřej Kacetl | Ondřej Kacetl | Brankáři                    | Roman Will                                                                                      | Rozhodčí: Jan Hribik Lukáš Květoň Čároví: Jiří Ondráček Josef Špůr |
| Daňo (Hudáček, Šenkeřík) 10:13' Hudáček (Kundrátek, Vrána) 15:02' Hudáček (Nestrašil, Kundrátek) 23:59' Nestrašil (Voženílek) 56:27' | Daňo (Hudáček, Šenkeřík) 10:13' Hudáček (Kundrátek, Vrána) 15:02' Hudáček (Nestrašil, Kundrátek) 23:59' Nestrašil (Voženílek) 56:27' | 1:0 1:1 2:1 3:1 3:2 4:2 4:3 | 12:05' Radil (Zohorna, Čerešňák) 36:15' Mandát (Zohorna, Will) 58:43' A. Musil (Radil, Zohorna) | Rozhodčí: Jan Hribik Lukáš Květoň Čároví: Jiří Ondráček Josef Špůr |
| 4 min | 4 min | Tresty                      | 4 min                                                                                           | Rozhodčí: Jan Hribik Lukáš Květoň Čároví: Jiří Ondráček Josef Špůr |
| 26 | 26 | Střely                      | 43                                                                                              | Rozhodčí: Jan Hribik Lukáš Květoň Čároví: Jiří Ondráček Josef Špůr |

| 21. dubna 2024 17:00 | HC Oceláři Třinec | 2 : 6 (1:1, 0:2, 1:3) | HC Dynamo Pardubice | Werk Arena, Třinec Návštěvnost: 5 400 (vyprodáno) |  |

| Report                                                         |                                                                |                                 | |                                                                            |
| Ondřej Kacetl                                                  | Ondřej Kacetl                                                  | Brankáři                        | Roman Will | Rozhodčí: Antonín Jeřábek Peter Stano Čároví: Miroslav Lhotský Michal Zíka |
| Cienciala (Hudáček) 05:25' Voženílek (Nestrašil, Smith) 42:53' | Cienciala (Hudáček) 05:25' Voženílek (Nestrašil, Smith) 42:53' | 1:0 1:1 1:2 1:3 2:3 2:4 2:5 2:6 | 07:02' Radil (Hyka, Kaut) 33:35' Kaut (Radil, Košťálek) 35:08' Vondráček (Poulíček) 58:21' A. Musil (Paulovič, D. Musil, do prázdné branky) 58:50' Poulíček (Radil, do prázdné branky) 59:41' Kaut (Zohorna, Paulovič) | Rozhodčí: Antonín Jeřábek Peter Stano Čároví: Miroslav Lhotský Michal Zíka |
| 10 min                                                         | 10 min                                                         | Tresty                          | 18 min | Rozhodčí: Antonín Jeřábek Peter Stano Čároví: Miroslav Lhotský Michal Zíka |
| 34                                                             | 34                                                             | Střely                          | 27 | Rozhodčí: Antonín Jeřábek Peter Stano Čároví: Miroslav Lhotský Michal Zíka |

| 24. dubna 2024 18:00 | HC Dynamo Pardubice | 3 : 0 (0:0, 3:0, 0:0) | HC Oceláři Třinec | Enteria arena, Pardubice Návštěvnost: 10 194 (vyprodáno) |  |

| Report                                                                                         |                                                                                                |             |                                             |                                                                      |
| Roman Will                                                                                     | Roman Will                                                                                     | Brankáři    | Ondřej Kacetl (od 35. minuty Marek Mazanec) | Rozhodčí: Antonín Jeřábek Robin Šír Čároví: Jiří Ondráček Josef Špůr |
| Radil (Zohorna, D. Musil) 29:20' Sedlák (Hyka, Čerešňák) 30:55' Kaut (Košťálek, Sedlák) 34:24' | Radil (Zohorna, D. Musil) 29:20' Sedlák (Hyka, Čerešňák) 30:55' Kaut (Košťálek, Sedlák) 34:24' | 1:0 2:0 3:0 |                                             | Rozhodčí: Antonín Jeřábek Robin Šír Čároví: Jiří Ondráček Josef Špůr |
| 4 min                                                                                          | 4 min                                                                                          | Tresty      | 8 min                                       | Rozhodčí: Antonín Jeřábek Robin Šír Čároví: Jiří Ondráček Josef Špůr |
| 23                                                                                             | 23                                                                                             | Střely      | 25                                          | Rozhodčí: Antonín Jeřábek Robin Šír Čároví: Jiří Ondráček Josef Špůr |

| 26. dubna 2024 17:00 | HC Oceláři Třinec | 4 : 1 (2:0, 1:0, 1:1) | HC Dynamo Pardubice | Werk Arena, Třinec Návštěvnost: 5 400 (vyprodáno) |  |

| Report | |                     |                                    |                                                                      |
| Ondřej Kacetl | Ondřej Kacetl | Brankáři            | Roman Will                         | Rozhodčí: Jan Hribik Robin Šír Čároví: Miroslav Lhotský Daniel Hynek |
| Růžička (Voženílek, Helewka) 13:29' Hrehorčák (Čacho, Dravecký) 15:35' Vrána (Cienciala, Kundrátek) 29:44' Hrehorčák (do prázdné branky) 58:13' | Růžička (Voženílek, Helewka) 13:29' Hrehorčák (Čacho, Dravecký) 15:35' Vrána (Cienciala, Kundrátek) 29:44' Hrehorčák (do prázdné branky) 58:13' | 1:0 2:0 3:0 3:1 4:1 | 56:02' Kousal (Čerešňák, A. Musil) | Rozhodčí: Jan Hribik Robin Šír Čároví: Miroslav Lhotský Daniel Hynek |
| 16 min | 16 min | Tresty              | 20 min                             | Rozhodčí: Jan Hribik Robin Šír Čároví: Miroslav Lhotský Daniel Hynek |
| 24 | 24 | Střely              | 30                                 | Rozhodčí: Jan Hribik Robin Šír Čároví: Miroslav Lhotský Daniel Hynek |

| 28. dubna 2024 18:00 | HC Dynamo Pardubice | 1 : 2 PP2 (0:0, 1:1, 0:0 – 0:0, 0:1) | HC Oceláři Třinec | Enteria arena, Pardubice Návštěvnost: 10 194 (vyprodáno) |  |

| Report               |                      |             |                                                      |                                                                      |
| Roman Will           | Roman Will           | Brankáři    | Ondřej Kacetl                                        | Rozhodčí: Antonín Jeřábek Robin Šír Čároví: Jiří Ondráček Josef Špůr |
| Vála (Mandát) 39:53' | Vála (Mandát) 39:53' | 0:1 1:1 1:2 | 24:43' Vrána (Kundrátek, Cienciala) 83:51' Cienciala | Rozhodčí: Antonín Jeřábek Robin Šír Čároví: Jiří Ondráček Josef Špůr |
| 8 min                | 8 min                | Tresty      | 8 min                                                | Rozhodčí: Antonín Jeřábek Robin Šír Čároví: Jiří Ondráček Josef Špůr |
| 43                   | 43                   | Střely      | 23                                                   | Rozhodčí: Antonín Jeřábek Robin Šír Čároví: Jiří Ondráček Josef Špůr |

Konečný stav série 4:3 na zápasy pro HC Oceláři Třinec.

## Hráčské statistiky play-off

### Kanadské bodování
Toto je konečné pořadí hráčů podle dosažených bodů. Za jeden vstřelený gól nebo přihrávku na gól hráč získal jeden bod.
| Poř. | Hráč            | Tým                          | Z  | G | A  | B  | TM | +/- |
| ---- | --------------- | ---------------------------- | -- | - | -- | -- | -- | --- |
| 1.   | Libor Hudáček   | HC Oceláři Třinec            | 21 | 6 | 10 | 16 | 12 | +8  |
| 2.   | David Cienciala | HC Oceláři Třinec            | 21 | 7 | 7  | 14 | 4  | +5  |
| 3.   | Liam Kirk       | HC VERVA Litvínov            | 13 | 9 | 4  | 13 | 4  | +2  |
| 4.   | Tomáš Kundrátek | HC Oceláři Třinec            | 21 | 1 | 11 | 12 | 23 | +1  |
| 5.   | Marko Daňo      | HC Oceláři Třinec            | 21 | 6 | 5  | 11 | 19 | -1  |
| 6.   | Lukáš Radil     | HC Dynamo Pardubice          | 16 | 5 | 6  | 11 | 18 | +2  |
| 7.   | Petr Koblasa    | HC VERVA Litvínov            | 13 | 7 | 3  | 10 | 2  | +1  |
| 8.   | Tomáš Vondráček | HC Dynamo Pardubice          | 16 | 7 | 3  | 10 | 8  | +7  |
| 9.   | Jáchym Kondelík | Banes Motor České Budějovice | 10 | 4 | 6  | 10 | 4  | +3  |
| 10.  | Lukáš Sedlák    | HC Dynamo Pardubice          | 16 | 4 | 6  | 10 | 4  | +2  |

### Hodnocení brankářů
Toto je konečné pořadí nejlepších deseti brankářů.
| Poř. | Hráč               | Tým                          | Z. | MIN | OG | PZ  | PS  | POG  | Úsp%  |
| ---- | ------------------ | ---------------------------- | -- | --- | -- | --- | --- | ---- | ----- |
| 1.   | Branislav Konrád   | HC Olomouc                   | 2  | 103 | 2  | 41  | 43  | 1.17 | 95.35 |
| 2.   | Milan Klouček      | HC Škoda Plzeň               | 1  | 76  | 2  | 32  | 34  | 1.58 | 94.12 |
| 3.   | Marek Mazanec      | HC Oceláři Třinec            | 8  | 445 | 11 | 164 | 175 | 1.48 | 93.71 |
| 4.   | Matej Tomek        | HC VERVA Litvínov            | 13 | 757 | 26 | 383 | 409 | 2.06 | 93.64 |
| 5.   | Dominik Hrachovina | Banes Motor České Budějovice | 10 | 596 | 18 | 256 | 274 | 1.81 | 93.43 |
| 6.   | Ondřej Kacetl      | HC Oceláři Třinec            | 14 | 942 | 33 | 429 | 462 | 2.10 | 92.86 |
| 7.   | Dávid Hrenák       | Bílí Tygři Liberec           | 6  | 394 | 16 | 200 | 216 | 2.44 | 92.59 |
| 8.   | Daniel Král        | Bílí Tygři Liberec           | 3  | 183 | 8  | 97  | 105 | 2.62 | 92.38 |
| 9.   | Jakub Kovář        | HC Sparta Praha              | 11 | 795 | 24 | 288 | 312 | 1.81 | 92.31 |
| 10.  | Lukáš Klimeš       | HC VÍTKOVICE RIDERA          | 3  | 175 | 8  | 95  | 103 | 2.74 | 92.23 |

## Baráž o extraligu
| 17. dubna 2024 17:00 | Rytíři Kladno | 4 : 1 (0:0, 3:0, 1:1) | VHK ROBE Vsetín | ČEZ stadion, Kladno Návštěvnost: 5 200 (vyprodáno) |  |

| Report | |                     |                       |                                                                      |
| Adam Brízgala | Adam Brízgala | Brankáři            | Patrik Romančík       | Rozhodčí: Adam Kika Luděk Pilný Čároví: Miroslav Lhotský David Thuma |
| Filip (Jarůšek, Tralmaks) 28:16' Jarůšek (Melka, Frolík) 31:00' Jarůšek (Filip, Procházka) 37:13' Tralmaks (Smoleňák) 50:56' | Filip (Jarůšek, Tralmaks) 28:16' Jarůšek (Melka, Frolík) 31:00' Jarůšek (Filip, Procházka) 37:13' Tralmaks (Smoleňák) 50:56' | 1:0 2:0 3:0 4:0 4:1 | 57:28' Matějček (Rob) | Rozhodčí: Adam Kika Luděk Pilný Čároví: Miroslav Lhotský David Thuma |
| 12 min | 12 min | Tresty              | 4 min                 | Rozhodčí: Adam Kika Luděk Pilný Čároví: Miroslav Lhotský David Thuma |
| 26 | 26 | Střely              | 43                    | Rozhodčí: Adam Kika Luděk Pilný Čároví: Miroslav Lhotský David Thuma |

| 18. dubna 2024 18:00 | Rytíři Kladno | 7 : 2 (3:1, 4:1, 0:0) | VHK ROBE Vsetín | ČEZ stadion, Kladno Návštěvnost: 5 200 (vyprodáno) |  |

| Report | |                                     |                                                               |                                                                    |
| Adam Brízgala | Adam Brízgala | Brankáři                            | Patrik Romančík                                               | Rozhodčí: Filip Vrba Jakub Šindel Čároví: Tomáš Brejcha Josef Špůr |
| Jágr (Strnad) 01:59' Tralmaks (Filip) 08:11' Melka (Strnad, Ticháček) 19:44' Smoleňák (Tralmaks, Sideroff) 21:02' Melka (Strnad, Jágr) 22:11' Procházka (Slováček) 33:11' Procházka (Jarůšek) 36:14' | Jágr (Strnad) 01:59' Tralmaks (Filip) 08:11' Melka (Strnad, Ticháček) 19:44' Smoleňák (Tralmaks, Sideroff) 21:02' Melka (Strnad, Jágr) 22:11' Procházka (Slováček) 33:11' Procházka (Jarůšek) 36:14' | 1:0 2:0 2:1 3:1 4:1 5:1 5:2 6:2 7:2 | 09:19' Jonák (Teper, Jenáček) 26:26' Klhůfek (Teper, Jenáček) | Rozhodčí: Filip Vrba Jakub Šindel Čároví: Tomáš Brejcha Josef Špůr |
| 20 min | 20 min | Tresty                              | 39 min                                                        | Rozhodčí: Filip Vrba Jakub Šindel Čároví: Tomáš Brejcha Josef Špůr |
| 37 | 37 | Střely                              | 33                                                            | Rozhodčí: Filip Vrba Jakub Šindel Čároví: Tomáš Brejcha Josef Špůr |

| 21. dubna 2024 17:00 | VHK ROBE Vsetín | 2 : 3 (0:1, 2:2, 0:0) | Rytíři Kladno | Winning Group Arena, Brno Návštěvnost: 7 700 (vyprodáno) |  |

| Report                           |                                  |                     | |                                                                     |
| Maksim Zhukov                    | Maksim Zhukov                    | Brankáři            | Adam Brízgala                                                                                        | Rozhodčí: Adam Kika Jiří Ondráček Čároví: Lukáš Rampír Petr Šimánek |
| Dědek 38:00' Hrňa (Dědek) 39:56' | Dědek 38:00' Hrňa (Dědek) 39:56' | 0:1 0:2 1:2 1:3 2:3 | 03:09' Jarůšek (Filip, Slováček) 36:41' Tralmaks (Klepiš, Pytlík) 39:33' Procházka (Klepiš, Jarůšek) | Rozhodčí: Adam Kika Jiří Ondráček Čároví: Lukáš Rampír Petr Šimánek |
| 6 min                            | 6 min                            | Tresty              | 10 min                                                                                               | Rozhodčí: Adam Kika Jiří Ondráček Čároví: Lukáš Rampír Petr Šimánek |
| 26                               | 26                               | Střely              | 31                                                                                                   | Rozhodčí: Adam Kika Jiří Ondráček Čároví: Lukáš Rampír Petr Šimánek |

| 22. dubna 2024 18:00 | VHK ROBE Vsetín | 3 : 4 (1:0, 1:2, 1:2) | Rytíři Kladno | Winning Group Arena, Brno Návštěvnost: 7 700 (vyprodáno) |  |

| Report                                                                           |                                                                                  |                             | |                                                                     |
| Maksim Zhukov                                                                    | Maksim Zhukov                                                                    | Brankáři                    | Adam Brízgala | Rozhodčí: Roman Mrkva Jakub Šindel Čároví: Pavel Blažek Vít Lederer |
| Bláha (Machala) 16:47' Machala (Klhůfek, Jenáček) 35:42' Bláha (Matějček) 41:11' | Bláha (Machala) 16:47' Machala (Klhůfek, Jenáček) 35:42' Bláha (Matějček) 41:11' | 1:0 1:1 1:2 2:2 3:2 3:3 3:4 | 22:59' Smoleňák (Ticháček, Klepiš) 32:51' Sideroff (Slováček, Pytlík) 47:47' Procházka (Slováček, Filip) 52:42' Filip (Slováček) | Rozhodčí: Roman Mrkva Jakub Šindel Čároví: Pavel Blažek Vít Lederer |
| 12 min                                                                           | 12 min                                                                           | Tresty                      | 10 min | Rozhodčí: Roman Mrkva Jakub Šindel Čároví: Pavel Blažek Vít Lederer |
| 23                                                                               | 23                                                                               | Střely                      | 37 | Rozhodčí: Roman Mrkva Jakub Šindel Čároví: Pavel Blažek Vít Lederer |

Konečný stav série 4:0 na zápasy pro Rytíři Kladno.
Stadion Vsetína Na Lapači nesplňoval podmínky kladené na extraligové stadiony, místo toho hrál Vsetín "domácí" zápasy v Brně.

## Konečné pořadí
| Pořadí           | Tým                          |
| ---------------- | ---------------------------- |
| Zlatá medaile    | HC Oceláři Třinec            |
| Stříbrná medaile | HC Dynamo Pardubice          |
| Bronzová medaile | HC Sparta Praha              |
| 4.               | HC VERVA Litvínov            |
| 5.               | HC Kometa Brno               |
| 6.               | Banes Motor České Budějovice |
| 7.               | Bílí Tygři Liberec           |
| 8.               | Mountfield HK                |
| 9.               | HC VÍTKOVICE RIDERA          |
| 10.              | HC Olomouc                   |
| 11.              | HC Energie Karlovy Vary      |
| 12.              | HC Škoda Plzeň               |
| 13.              | BK Mladá Boleslav            |
| 14.              | Rytíři Kladno                |

## Ocenění

### Hráč a trenér měsíce
| Měsíc    | Hráč             | Tým                          | Trenér         | Tým                          |
| -------- | ---------------- | ---------------------------- | -------------- | ---------------------------- |
| září     | Lukáš Radil      | HC Dynamo Pardubice          | Karel Mlejnek  | HC VERVA Litvínov            |
| říjen    | Jiří Ticháček    | Rytíři Kladno                | Karel Mlejnek  | HC VERVA Litvínov            |
| listopad | Andrej Nestrašil | HC Oceláři Třinec            | Zdeněk Moták   | HC Oceláři Třinec            |
| prosinec | Brant Harris     | Banes Motor České Budějovice | Ladislav Čihák | Banes Motor České Budějovice |
| leden    | Jakub Flek       | HC Kometa Brno               | Jaroslav Modrý | HC Kometa Brno               |
| únor     | Lukáš Klimeš     | HC VÍTKOVICE RIDERA          | Marek Zadina   | HC Dynamo Pardubice          |

## Rozhodčí

#### Hlavní
- Všichni mimo Petera Stana

- 8 René Hradil
- 12 Roman Mrkva
- 13 Antonín Jeřábek
- 21 Robin Šír
- 23 Petr Úlehla
- 52 Jakub Zeliska (od 49. kola)
- 56 Matěj Sýkora
- 57 Jan Jaroš
- 56 Lukáš Květoň
- 60 Daniel Pražák
- 64 Tomáš Cabák
- 66 Adam Kika
- 72 Pavel Obadal
- 73 Tomáš Veselý
- 79 Jakub Šindel
- 82 Luděk Pilný
- 83 Filip Vrba
- 88 Jiří Ondráček II
- 96  Peter Stano
- 97 Jan Hribik
- 98 Tomáš Mejzlík

#### Čároví
- Všichni

- 28 Tomáš Brejcha
- 30 Pavel Blažek
- 31 Jakub Frodl
- 33 Tomáš Gerát
- 34 Marek Hlavatý
- 35 Daniel Hynek
- 36 František Štěpánek (od 49. kola)
- 39 Lukáš Kajínek
- 42 Vít Lederer
- 43 Miroslav Lhotský
- 45 Jiří Ondráček
- 47 David Thuma
- 48 Jakub Dědek (od 49. kola)
- 50 Jiří Svoboda
- 51 Josef Špůr
- 54 Michal Zíka
- 74 David Klouček
- 75 Lukáš Rampír
- 80 Vladimír Rožánek
- 81 Michal Axman
- 84 Petr Šimánek
- 87 Ondřej Bohuněk
- 89 Stanislav Hnát